# Anne Boleyn
Anne Boleyn (tiếng Latinh: Anna Bolina; tiếng Tây Ban Nha: Ana Bolena; 1501 / 1507 – 19 tháng 5 năm 1536) là một quý tộc người Anh, vợ thứ hai của Henry VIII của Anh, tại vị Vương hậu nước Anh từ năm 1533 đến khi bị Henry VIII hạ lệnh xử tử. Bối cảnh cuộc hôn nhân của bà với Quốc vương Henry VIII và vụ án phản nghịch của Anne khiến bà trở thành một nhân vật trung tâm trong những biến động chính trị và tôn giáo khởi đầu Cuộc cải cách Anh.
Anne là con gái Bá tước Thomas Boleyn và Elizabeth Howard, cháu gọi bằng cậu của Công tước xứ Norfolk. Bà được giáo dục ở Vương quốc Pháp dưới triều đại François I của Pháp với tư cách là Thị tùng cho Claude của Pháp. Bà về nước Anh năm 1522, dự định kết hôn với người anh họ gốc Ai-len, James Butler, Bá tước thứ 9 xứ Ormond. Nhưng kế hoạch hôn nhân bị hủy bởi Hồng y Thomas Wolsey, và bà được đưa vào hàng không thành, bà vào triều làm thị tùng của Vương hậu Catalina của Aragón, vợ của Henry VIII.
Đầu năm 1523, Anne bí mật đính ước với Henry Percy, con trai của Henry Percy, Bá tước thứ 5 xứ Northumberland, nhưng hôn sự không được Bá tước ủng hộ. Năm 1524, bà được đưa về nhà ở Pháo đài Hever.
Năm 1525, Henry VIII bắt đầu theo đuổi Anne Boleyn. Bà từ chối trở thành tình nhân của ông như Mary Boleyn, chị gái bà đã làm. Henry VIII muốn hủy hôn với Vương hậu Catalina để cưới Anne. Quyết định này bị Giáo hội Công giáo La Mã phản đối. Sau đó Henry và các cố vấn, điển hình là Thomas Cromwell, bắt đầu đưa nước Anh li khai khỏi Giáo hội La Mã của Giáo hoàng Clêmentê VII và tự mình làm người đứng đầu Giáo hội Anh. Năm 1532, Anne được Henry phong tước「Nữ Hầu tước xứ Pembroke; Marchioness of Pembroke」, bà trở thành một trong 2 người phụ nữ duy nhất nước Anh thế kỉ 16 giữ tước hiệu độc lập, không phụ thuộc vào hôn nhân, người còn lại là Margaret Plantagenet, Nữ Bá tước xứ Salisbury.
Henry và Anne tổ chức hôn lễ ngày 25 tháng 1 năm 1533, trước đó hai người đã bí mật kết hôn vào ngày 14 tháng 11 năm1532. Tuy nhiên, đến ngày 23 tháng 5 năm 1533, Giám mục xứ Canterbury là Thomas Cranmer mới tuyên bố hủy bỏ cuộc hôn nhân giữa Henry VIII và Catalina; 5 ngày sau (ngày 28 tháng 5), ông tuyên bố công nhận cuộc hôn nhân giữa Henry và Anne. Không lâu sau đó, Clement rút phép thông công Henry và Cranmer. Ngày 1 tháng 6 năm 1533 bà được trao vương miện của Vương hậu nước Anh. Việc cưới bà đã khiến Henry VIII quyết định ly khai khỏi Giáo hội La Mã và làm cục diện nước Anh thay đổi mãi mãi. Ngày 7 tháng 9 cùng năm, bà sinh một người con gái, sau này sẽ là Nữ vương Elizabeth I. Henry thất vọng, nhưng vẫn tin rằng đứa con tiếp theo sẽ là con trai. Sau đó, Anne bị sảy thai ba lần. Đến tháng ba năm 1536, Henry bắt đầu theo đuổi Jane Seymour, một người họ hàng xa của Anne Boleyn và khi ấy đang là Thị tùng theo hầu Vương hậu.
Henry hạ lệnh tra xét tội phản nghịch của Anne tháng tư năm 1536. Ngày 2 tháng 5, bà bị buộc tội mưu phản, ngoại tình, loạn luân và bị bắt giam vào Tháp Luân Đôn. Anne bị xét xử trước bồi thẩm đoàn gồm Henry Percy, Bá tước thứ 6 xứ Northumberland, người từng có hôn ước với bà, và chú ruột bà, Thomas Howard, Công tước thứ 3 xứ Norfolk. Ngày 15 tháng 5, bà bị kết án có tội. Bốn ngày sau, tức là ngày 19 tháng 5, Anne Boleyn bị xử chém đầu, bà là Vương hậu nước Anh đầu tiên bị xử tử hình. Trước đó vào ngày 17 tháng 5, Anne Boleyn bị Henry VIII tuyên bố hủy hôn; chỉ 1 ngày sau khi bà qua đời, ông kết hôn với Jane Seymour.

## Thân thế

### Tuổi trẻ

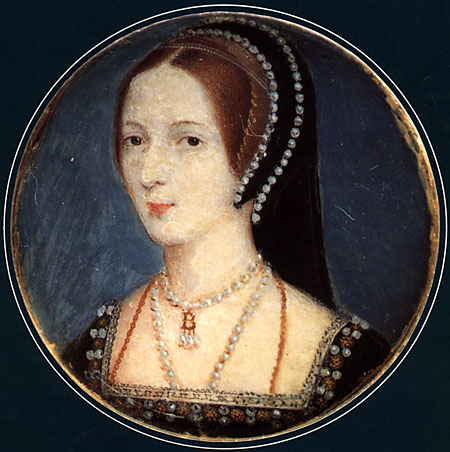
Bức tiểu họa của Anne Boleyn.

Anne Boleyn là con gái của Thomas Boleyn, sau thành Bá tước xứ Wiltshire và Ormond và Elizabeth Howard - con gái cả của Thomas Howard, Công tước thứ 2 xứ Norfolk. Thomas Boleyn là một nhà ngoại giao có tiếng, thạo nhiều ngôn ngữ. Ông được Henry VII ưu ái giao  nhiều nhiệm vụ ngoại giao ở nước ngoài, bao gồm tháp tùng Margaret Tudor đến Scotland. Anne và các chị em đều sinh ra ở Norfolk.
Tổ tiên của Anne Boleyn có nhiều quan chức và quý tộc, bao gồm một Thị trưởng của Luân Đôn (Lord Mayor of London), một Công tước, một Bá tước, 2 nữ quý tộc và một Hiệp sĩ. Trong đó, ông cố nội của Anne là Sir Geoffrey Boleyn, từng là thương gia chuyên bán tơ lụa và áo lông, sau làm Thị trưởng Luân Đôn. Gia đình Boleyn cư trú ở Blickling, Norfolk, cách Norwich 24 km về phía Bắc. Khi Anne Boleyn được sinh ra, gia đình Boleyn đã có chỗ đứng trong giới thượng lưu của nước Anh, dinh thự chính của họ gồm toàn Đại sảnh Blickling ở Norfolk cùng Lâu đài Hever ở Kent.
Họ ngoại của Anne là nhà Howard, một trong những gia tộc lớn của nước Anh, giữ tước hiệu Công tước xứ Norfolk. Anne Boleyn cũng có dòng dõi Vương thất Anh khi là một hậu duệ của Edward I của Anh. Dòng họ Boleyn khi đó có nhiều cách viết khác nhau, bao gồm Bullen, Boullan, và Anne khi dùng chữ ký từng một thời gian ghi là Anna de Boullan, hoặc theo kiểu Latinh hóa là Anna Bolina.

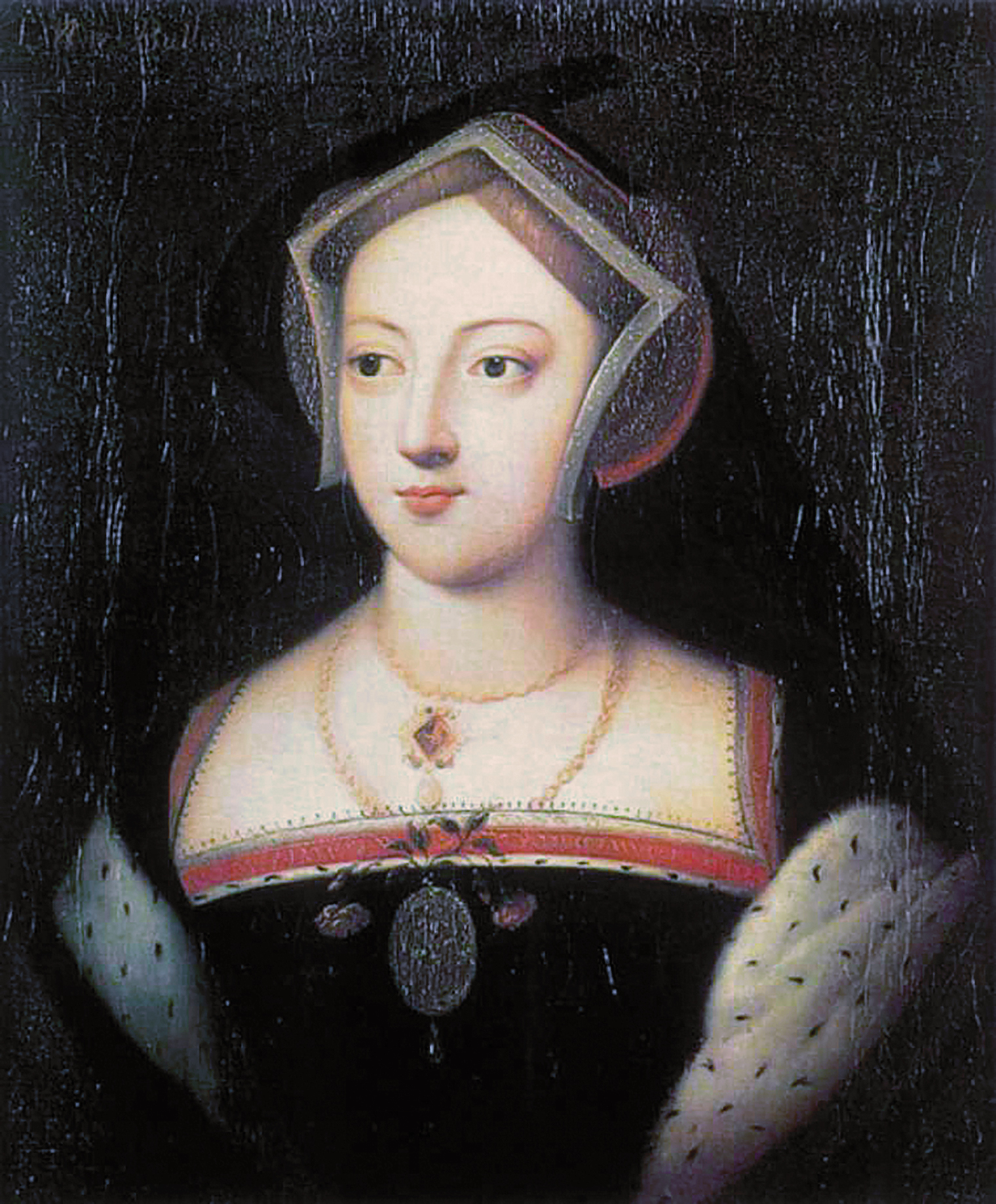
Mary Boleyn, chị của Anne. Bà từng là tình nhân của François I của Pháp lẫn Vua Henry VIII.

Do hồ sơ giáo xứ bị thiếu nên không rõ ngày sinh lẫn năm sinh của bà. Tài liệu đương thời cũng không đồng nhất. Một người Ý viết năm nguồn tiếng Ý viết năm 1660 cho rằng Anne sinh năm 1499, nhưng con rể của ngài Thomas More là William Roper lại viết Anne sinh năm 1512.
Các chị em của Anne cũng không rõ ngày sinh, nhưng Mary Boleyn được công nhận là chị gái của Anne. Các con của Mary khẳng định mẹ mình là chị cả, cháu trai của Mary tuyên bố thừa kế tước hiệu Ormonde năm 1596 vì Mary là chị cả và được Elizabeth I công nhận. Em trai của Anne và Mary là George Boleyn sinh vào khoảng 1504.
Eric Ives, một nhà sử học và là một nhà thẩm định có chuyên môn đã khẳng định nghiêng về năm 1501, trong khi học giả người Mỹ là Retha Warnicke, một người từng viết lý lịch của Anne Boleyn lại chọn năm 1507 là hợp lý hơn. Bằng chứng quan trọng là bức thư mà Anne viết vào khoảng năm 1514, khi bà vẫn đang theo học ở Mechelen, Bỉ, cho cha bà, lúc ấy vẫn còn ở Anh. Eric Ives nhận định văn phong và nét chữ vững vàng chứng tỏ khi viết Anne khoảng 13 tuổi, trong khi Warnicke phản biện rằng bức thư còn nhiều lỗi chính tả và ngữ pháp, cho thấy người viết còn là trẻ con. Ngoài ra, Ives còn dựa vào độ tuổi tối thiểu của một Thị tùng của Margarete của Áo để khẳng định Anne Boleyn vào lúc đó phải ít nhất trên 12 tuổi, điểm này được ủng hộ bởi một sử gia thế kỉ 16, ông này chép rằng Anne Boleyn về nước năm 20 tuổi.

### Giáo dục

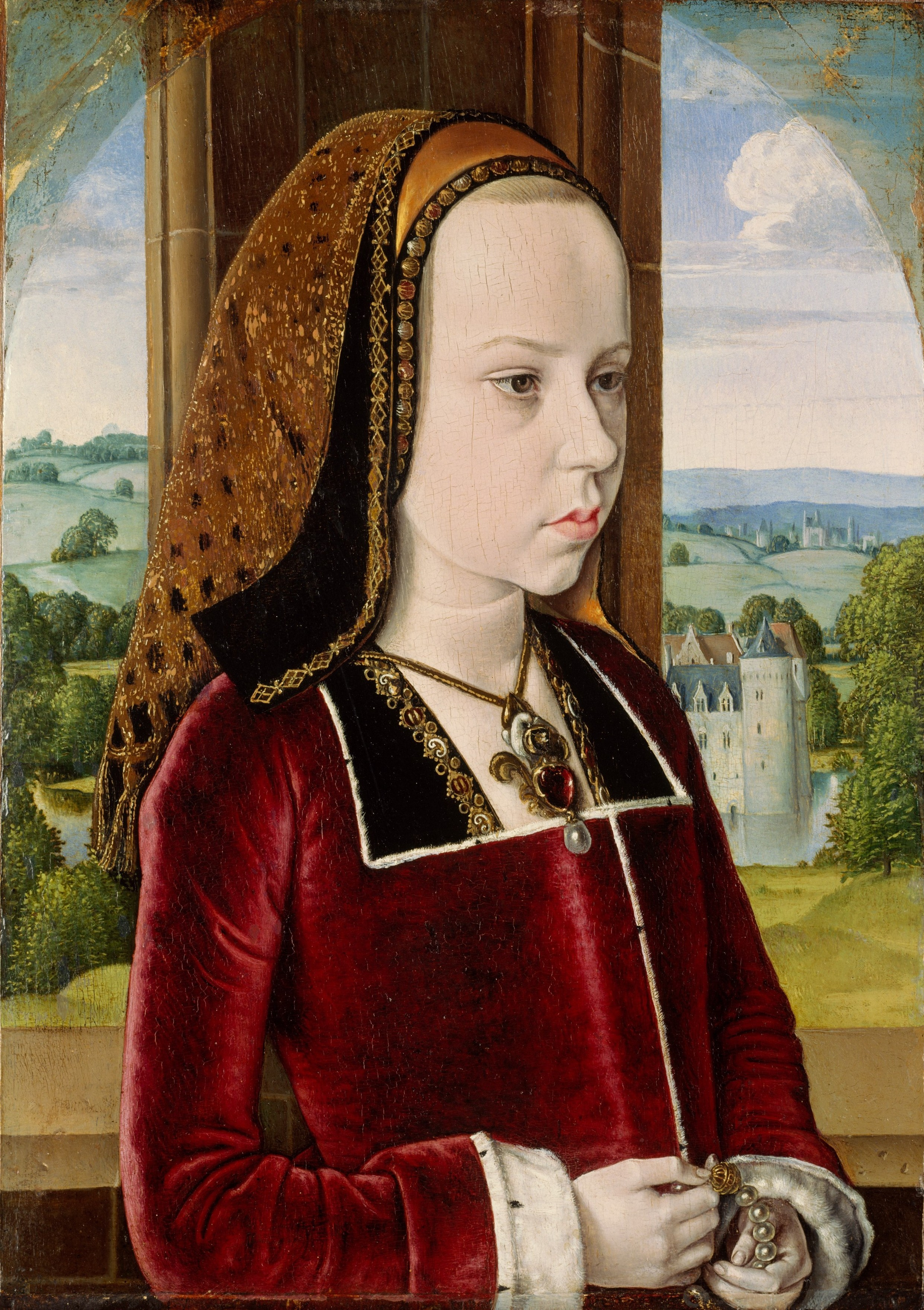
Nữ Thống chế của Hà Lan, Margarete của Áo.

Thuở nhỏ, Anne được dạy dỗ như các tiểu thư quý tộc khác. Năm 1513, bà được mời học cùng Margaret nước Áo và bốn thư đồng khác. Bà được học đọc, viết, ngữ pháp, số học, phả hệ gia đình và lịch sử. Bà cũng thạo những kỹ năng khiêu vũ, thêu thùa, quản gia, nhạc lý và ca hát. Anne biết chơi bài, cờ vua và xúc xắc. Bà cũng được học bắn cung, nuôi chim săn mồi, cưỡi ngựa và săn bắn.
Ở Châu Âu, Thomas Boleyn rất có uy tín trong giới ngoại giao, ông được Margarete của Áo, con gái của Maximilian I của Thánh chế La Mã. Khi ấy, Đại công tước Margarete cai trị Hà Lan trên danh nghĩa người cháu trai là Karl V của Thánh chế La Mã. Do rất coi trọng Thomas Boleyn, Margarete đã đề nghị Anne làm người tùy tùng cho bà. Thông thường, một thiếu nữ phải ít nhất 12 tuổi mới đủ tiêu chuẩn theo hầu bà, nhưng Anne Boleyn có thể nhỏ tuổi hơn, bởi Margaret thường gọi bà là [la petite Boulin; nghĩa là "cô bé nhà Boulin"].

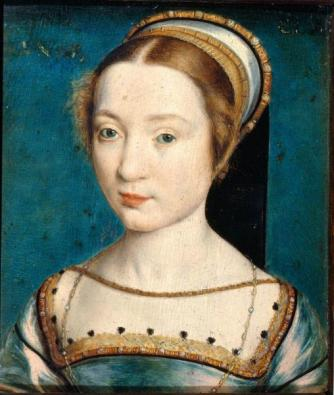
Claude của Pháp, Vương hậu nước Pháp.

Tại Hà Lan, Anne luôn nhã nhặn và chăm chỉ; Margarete viết rằng cô bé còn nhỏ tuổi nhưng rất hoạt ngôn và đáng mến. Ngoài khả năng đọc viết ngày càng trau dồi, Anne Boleyn còn thông thạo thêm các món xã giao như khiêu vũ, săn bắn, ca hát cùng một số nữ công như may vá và thêu thùa. Anne Boleyn theo hầu Margarete từ mùa xuân năm 1513 đến khi Thomas Boleyn sắp xếp cho bà về nước để tháp tùng Mary Tudor, em gái Vua Henry VIII của Anh, người sắp kết hôn với Louis XII của Pháp vào tháng 10 năm 1514.
Tại Pháp, Anne Boleyn làm Thị tùng cho Vương hậu Mary, sau đó theo hầu con gái kế của Mary là Claude của Pháp, khi ấy 15 tuổi. Anne phục vụ cho Claude gần 7 năm. Trong thời gian này, Anne Boleyn thông thạo tiếng Pháp và chú tâm nghiên cứu nghệ thuật, thời trang, tiểu họa, văn học, âm nhạc, hội họa cùng triết học tôn giáo. Bà cũng hiểu biết văn hóa nước Pháp, khiêu vũ, đọc thơ, lý luận và nghệ thuật tán tỉnh.
Quãng thời gian ở Pháp khiến bà trở thành một người mộ đạo, và rất sùng bái chủ nghĩa nhân văn trong thời Phục hưng. Anne không thạo tiếng Latinh, chịu ảnh hưởng của triều đình Pháp, bà ủng hộ việc phổ biến Kinh thánh bằng tiếng địa phương. Sau này bà có tư tưởng cải cách, lên án Giáo hoàng trong việc làm suy đồi Công giáo, song vẫn hết lòng tôn thờ Đức mẹ Maria. Nghiệp học của Anne Boleyn tại Châu Âu kết thúc vào năm 1521, khi Thomas Boleyn gọi bà về Anh. Bà giong buồm rời Calais vào tháng 1 năm 1522.

### Dung mạo

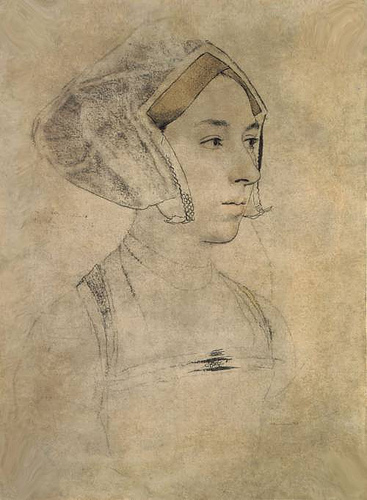
Phác thảo chân dung Anne Boleyn, vẽ bởi Hans Holbein der Jüngere.

Anne Boleyn có chiều cao trung bình, dáng người mảnh dẻ, tóc màu đen hoặc nâu sẫm, mắt màu nâu đậm, mũi cao, miệng rộng môi mỏng, làn da mai mái.  Anne sáng dạ, quyến rũ, tao nhã, ngay thẳng cùng với một bộ óc thông minh nhưng không kém phần khôi hài. Thời thiếu nữ, Anne được nhận xét là cởi mở, thích chơi bài cùng một số trò chơi như xí ngầu, miệng lưỡi sắc sảo và nóng tính.
Những người từng gặp Anne đều bị bà thu hút. Nhật ký của Marino Sanuto, người đã gặp Anne khi Vua Henry VIII đến Calais thăm François I của Pháp vào tháng 10 năm 1532, viết về bà như sau: "không phải mỹ nhân xuất chúng, vóc dáng trung bình, nước da hơi ngăm, cổ dài, miệng rộng, ngực không đẩy đà lắm... đôi mắt đen xinh đẹp". Simon Grynée viết thư gửi cho Martin Bucer vào tháng 9 năm 1531, kể rằng Anne "trẻ trung, ưa nhìn, làn da hơi đen ". Trong khi đó, Lancelot de Carle lại kể bà là "người đẹp, dáng vẻ yêu kiều".
Mô tả có ảnh hưởng lớn nhất về Anne, nhưng độ tin cậy cũng thấp nhất, là ghi chép của nhà truyền giáo Nicholas Sanders:"Anne Boleyn dáng người cao ráo, tóc đen, khuôn mặt trái xoan cùng nước da hơi vàng như thể mắc bệnh vàng da. Người ta kể bà có một chiếc răng khểnh ở hàm trên, và tay phải bà có tới 6 ngón. Dưới cằm bà có cục bướu lớn, nên bà phải mặc váy cao cổ để che đi... Bà ưa nhìn, đôi môi xinh đẹp". Sanders cọi Anne là nguyên nhân chính khiến Henry VIII ly khai Giáo hội La Mã, nên khi viết những dòng này 50 năm sau khi bà mất, ông vẫn không quên phỉ báng bà. Những chi tiết hư cấu này đã được một số sách vở hiện đại dẫn lại khi viết về ngoại hình của Anne.

## Tại triều đình Henry VIII: 1522-1533
Năm 1522, Anne Boleyn được cha gọi về Anh để thành hôn với James Butler, một người họ hàng người Ai Len hơn bà vài tuổi, khi ấy đang phục vụ tại triều đình Anh. Cuộc hôn nhân này, nếu thành công, sẽ chấm dứt những tranh chấp về tước hiệu Bá tước và điền sản vùng Ormond. Khi Thomas Butler, Bá tước thứ 7 xứ Ormond qua đời năm 1515, quyền thừa kế thuộc về hai con gái của ông là Lady Margaret Butler và Anne St Leger. Tại Ireland, cháu gọi bằng cố của Bá tước thứ 3, Sir Piers Butler, đứng ra tranh quyền thừa kế tước bá. Butler chiếm được Lâu đài Kilkenny, lãnh địa truyền đời của các Bá tước Ormond. Sir Thomas Boleyn, con trai của Margaret Butler, người con gái cả, tự thấy mình mới là người thừa kế hợp pháp, bèn lên tiếng với anh vợ mình là Thomas Howard, Công tước thứ 3 xứ Norfolk, ông này lại tâu lên Vua Henry VIII. Nhà vua e ngại nguy cơ nội chiến ở Ireland, bèn sắp xếp cho con trai của Piers là James kết hôn với con gái của Thomas là Anne Boleyn. Quyền thừa kế tước vị và tài sản của nhà Ormond sẽ theo Anne về nhà chồng, chấm dứt mọi mâu thuẫn. Kế hoạch thất bại, không rõ vì Sir Thomas muốn kén chàng rể danh giá hơn, hay vì chính ông cũng muốn tranh tước vị. Sau này, James Butler thành hôn với Lady Joan Fitzgerald, con gái và cũng là người thừa kế của James Fitzgerald, Công tước thứ 10 xứ Desmond và Amy O'Brien.

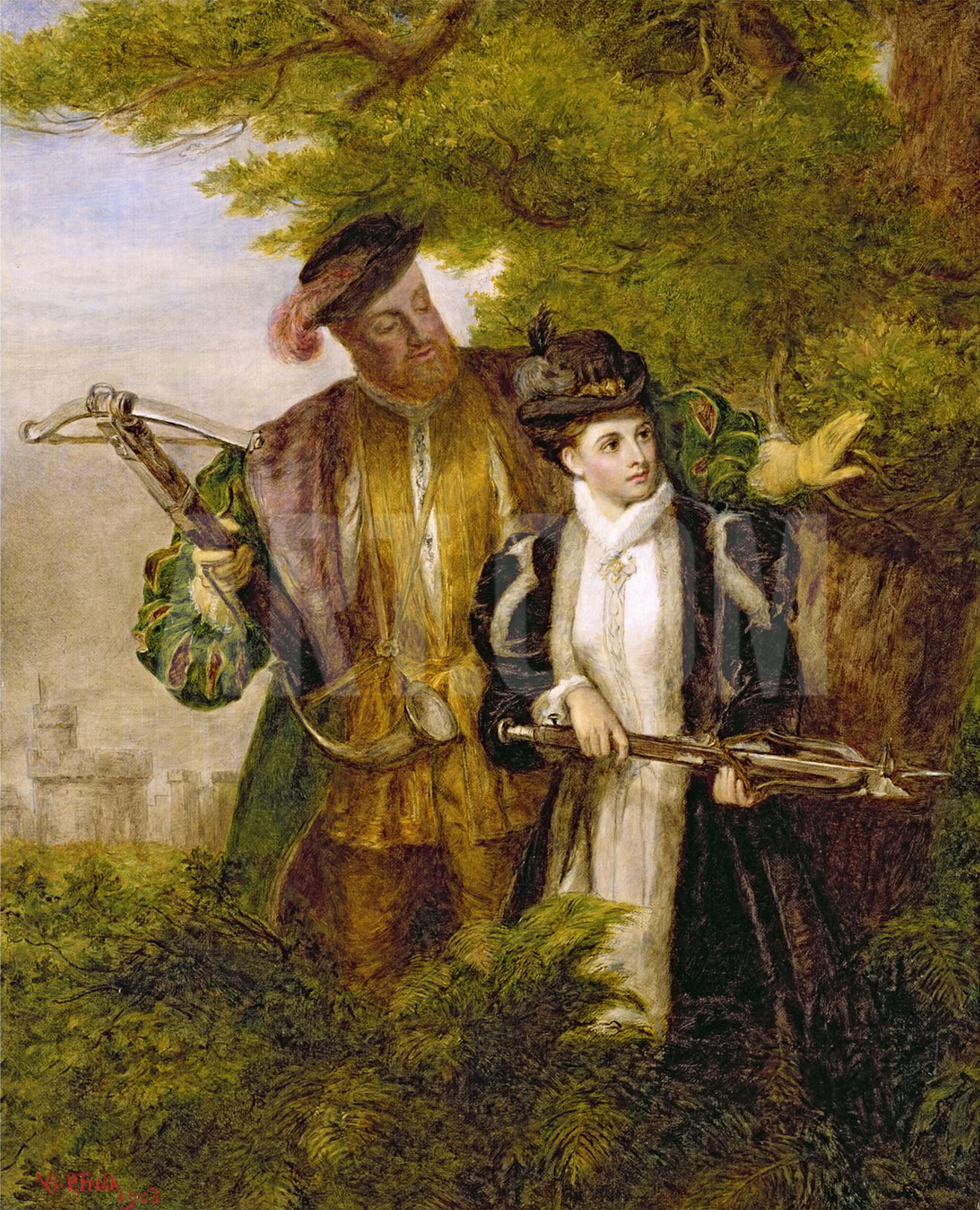
Bức tranh khoảng thế kỉ 20, vẽ về cuộc đi săn của Vua Henry VIII và Anne Boleyn.

Cuối năm 1519, chị gái của Anne là Mary Boleyn đã bị cha gọi về nước, thời ấy có tin đồn Mary qua lại với cả vua nước Pháp và các quý tộc trong triều. Tháng hai năm 1520, bà kết hôn với Wlilliam Carey, một quý tộc cấp thấp, tại Greenwich, Henry VIII cũng dự đám cưới. Không lâu sau đó, Mary trở thành tình nhân của nhà vua. Có giả thuyết cho rằng trong thời gian này Mary đã sinh một, hoặc hai đứa con của Henry VII. Henry không công nhận đứa con nào, nhưng lại công nhận Henry FitzRoy, đứa con hoang của ông với Elizabeth Blount.
Ngày 4 tháng 3 năm 1522, Anne lần đầu xuất hiện trước công chúng tại Château Vert, trong lễ hội vinh danh ngài Đại sứ hoàng gia từ Thánh chế La Mã, bà diễn vai "Perseverance" trong một vở nhạc kịch. Anne thuộc đoàn vũ công múa phụ cho Công chúa Mary, em gái nhà vua. Các vũ công đều diện trang phục bằng vải xa tanh được viền chỉ vàng. và Anne Boleyn được nói rằng đã rất nổi bật với phong thái tự tin và thời trang rực rỡ của mình so với những người phụ nữ khác. Vào lúc đó vô số thiếu niên trẻ tuổi say đắm bà.
Nhà sử học người Mỹ là Retha M. Warnicke đã tả về Anne như sau: ["Một quý cô nương hoàn mỹ... Cô ấy có dáng điệu uyển chuyển, với bộ trang phục Pháp vừa sành điệu vừa thích mắt. Cô dễ dàng thực hiện những điệu nhảy, giọng hát thon thả, điệu luyện trên các dây đàn Lute cùng một số nhạc cụ khác cùng sự trôi chảy khi cất lên tiếng Pháp... Một quý cô nương trẻ phi thường, với bộ óc thông minh và nhạy bén. Những điều trên đã thu hút vô số người đến trò chuyện với cô, sau đó bản thân họ bị lừa phỉnh và ngớ ngẩn trước những trò đùa cợt của cô. Tóm lại, sự nổi trội và hấp dẫn của cô khiến cô luôn là trung tâm của công chúng"]. Nhà lý lịch học về vua Henry VIII là J. J. Scarisbrick đã mô tả Anne "đắm chìm" trong sự tán dương dành cho bà. Trong khoảng thời gian này, Anne được lên kế hoạch đính hôn với Henry Percy, con trai của ngài Bá tước Northumberland quyền lực và giàu có bậc nhất nước Anh. Vị trợ giáo của Thomas Wolsey, George Cavendish, duy trì rằng cả hai vẫn chưa là người yêu.
Thế nhưng, cuộc đính hôn này bị tan vỡ khi cha của Percy là ngài Bá tước Northumberland phản đối, dẫn theo việc Hồng y Wolsey cũng phản đối vì nhiều nguyên nhân chưa rõ ràng. Theo Cavendish, Anne đã bị gửi từ triều đình về các trang viên mà gia đình Boleyn sở hữu, nhưng không rõ là trong bao lâu. Sau đó Anne lại được trở về triều, lần này với vị trí Thị tùng cho Vương hậu Catalina của Aragón. Henry Percy sau đó kết hôn với Lady Mary Talbot, vị hôn thê mà Percy được đính ước ngay từ khi vị thành niên. Trong lúc này, Anne đã làm bạn với Thomas Wyatt, nhà thơ vĩ đại nhất thời Tudor.
Năm 1526, Henry VIII bắt đầu bị thu hút bởi Anne Boleyn và tiến hành quá trình ve vãn bà. Trong nền giáo dục và môi trường sống tại Pháp, Anne đã rất điêu luyện trong chuyện tiếp xúc và giao tiếp tán tỉnh của giới thành viên triều đình, và điều này khiến cho Henry VIII càng bị Anne mê mệt. Người ta tin rằng Anne đã kháng cự mời gọi của nhà vua vì không muốn trở thành tình nhân như chị mình, bà thường đến Lâu đài Hever để tránh sự dòm ngó của nhà vua. Tuy nhiên chỉ trong vòng 1 năm sau, nhà vua ngỏ lời cầu hôn và Anne chấp nhận, cả hai đều tự tin rằng việc nhà vua ly hôn với Catalina chỉ là vấn đề nhỏ. Không có bằng chứng nào cho thấy cả hai đã quan hệ tình dục trong thời gian này, đặc biệt từ những lá thư tình mà Henry viết cho Anne, cho thấy rõ cả hai đều trông mong chính thức kết hôn để ["hoàn thiện về tâm hồn"], ám chỉ việc cả hai đợi khi kết hôn chính thức mới chấp nhận thể xác.

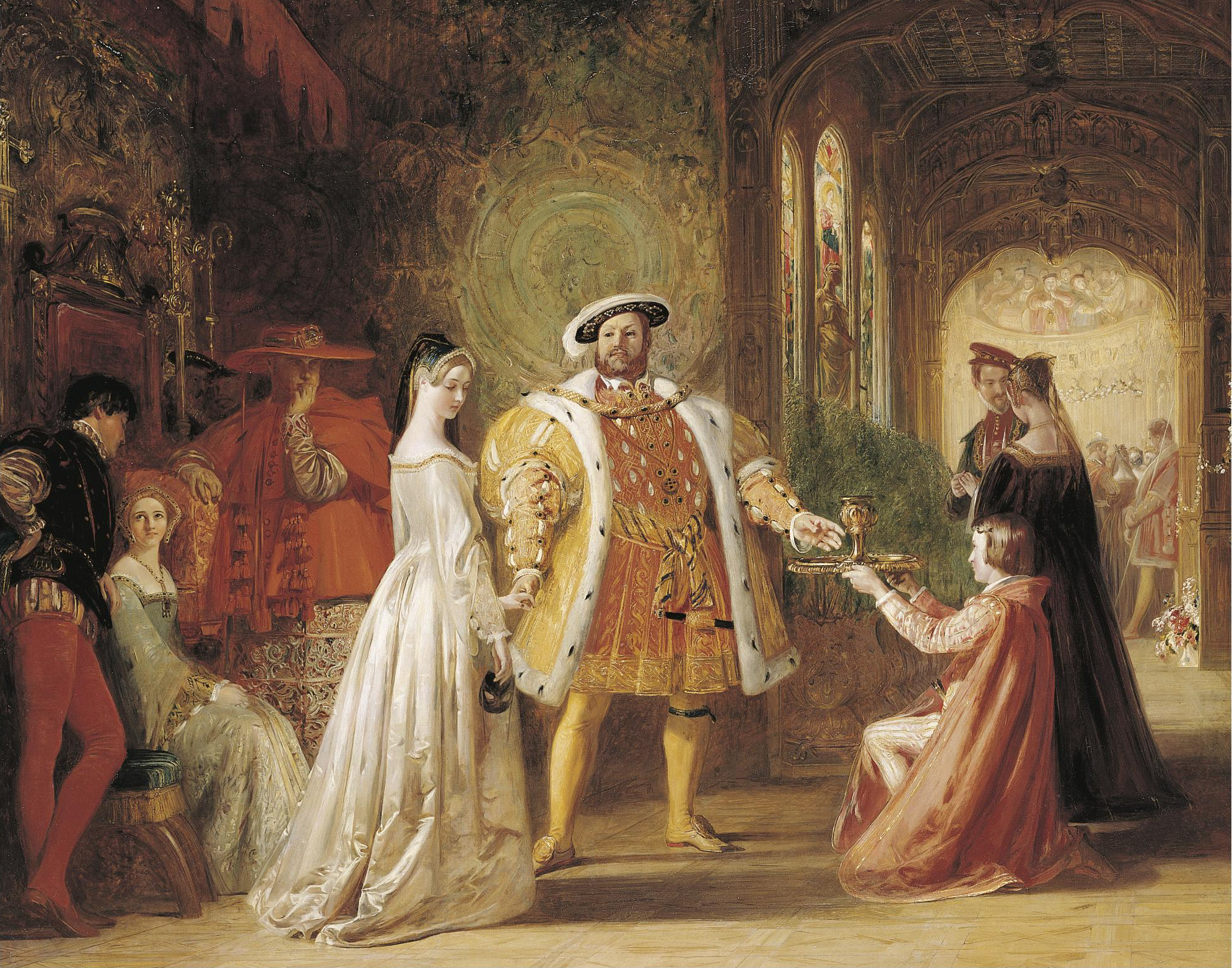
Cuộc gặp gỡ đầu tiên giữa Anne Boleyn và Henry VIII, vẽ bởi Daniel Maclise vào khoảng năm 1836
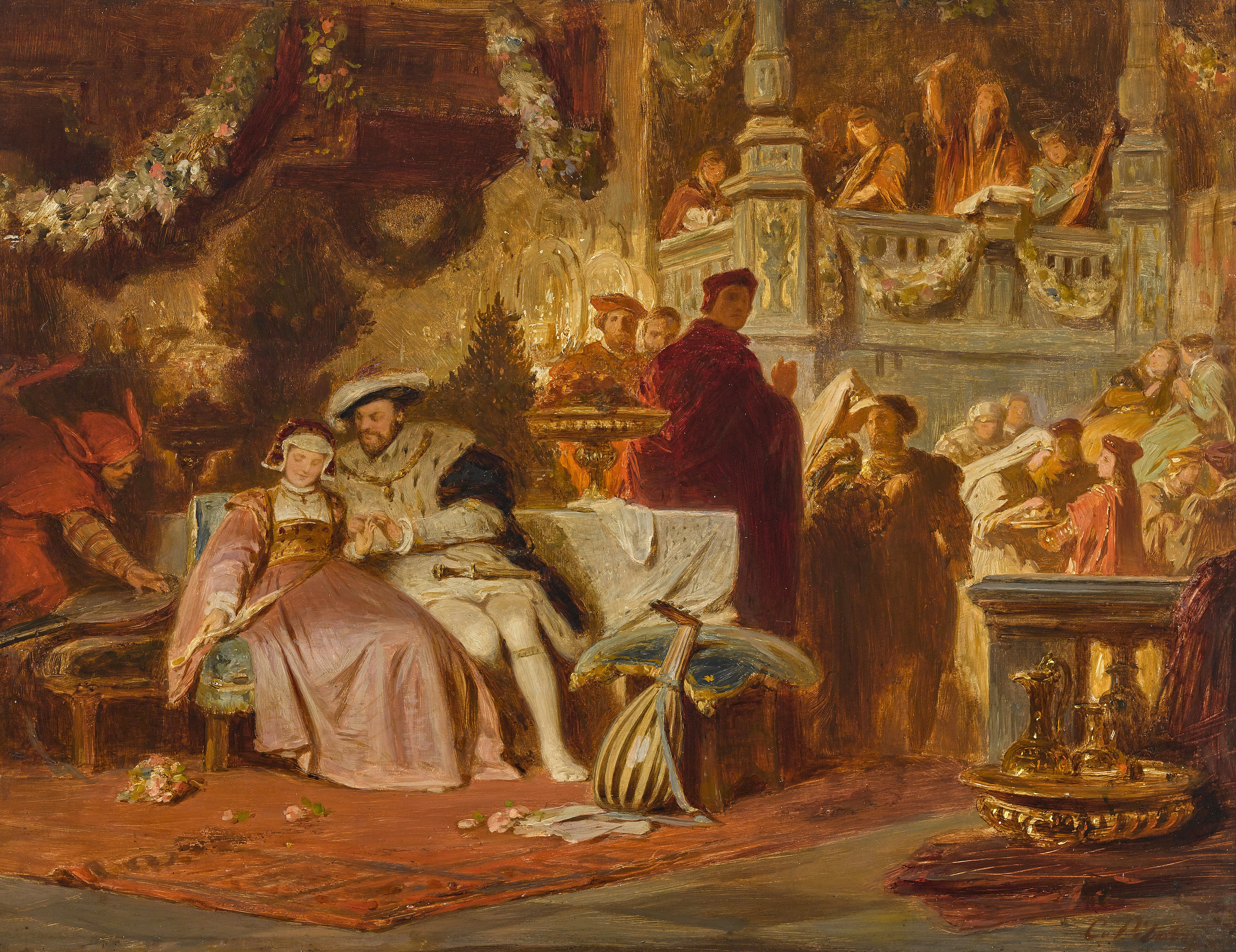
Henry VIII, Anne Boleyn và Hồng y Wolsey, vẽ bởi Karl Theodor von Piloty, khoảng năm 1886
Anne Boleyn đánh bài với Vương hậu Catalina của Aragón, vẽ bởi William Maw Egley vào năm 1852, dựa theo chuyện kể từ George WyattAnne Boleyn đánh bài với Vương hậu Catalina của Aragón, vẽ bởi William Maw Egley vào năm 1852, dựa theo chuyện kể từ George Wyatt

### Cuộc tiêu hôn của Henry VIII

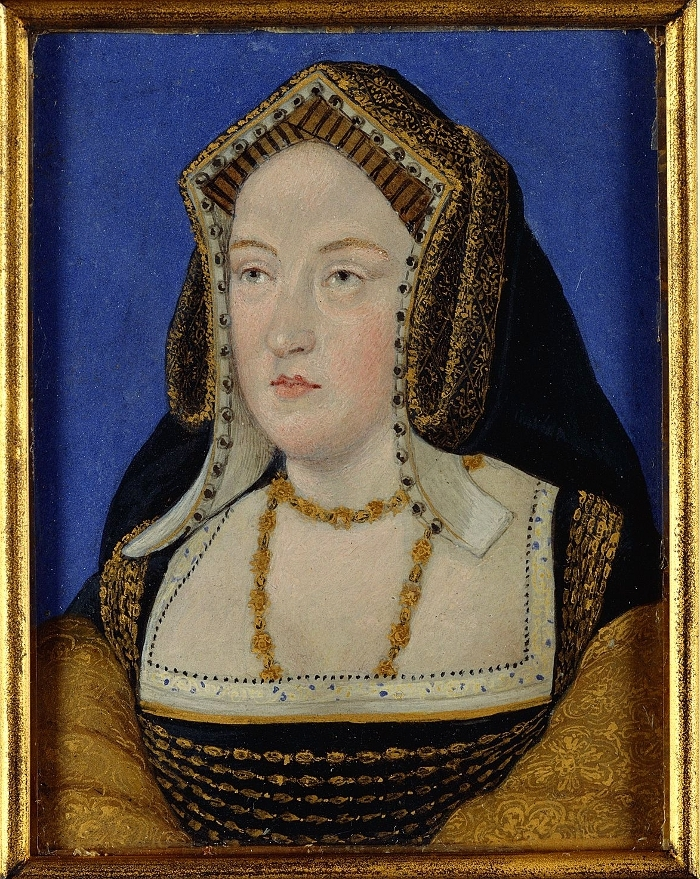
Catalina của Aragón, Vương hậu nước Anh. Bà từng là vợ của Arthur - anh ruột của Vua Henry.

Ly hôn, trong ngôn ngữ Việt Nam hiện tại chỉ đến người chồng và người vợ đã hết hiệu lực về hôn nhân trên pháp lý và tiến hành chia tài sản. Tuy nhiên, trong ngôn ngữ Anh, tuy cùng được dịch thành ly hôn hay hủy hôn, nhưng ["Annulment"] rất khác so với ["Divorce"]. Theo "Annulment", thì hôn nhân giữa hai người đã bị xem là không tồn tại, những người con của hai người có thể sẽ bị xem là con ngoại hôn, còn "Divorce" lại xem cả hai đã từng kết hôn và chỉ thực hiện việc phân ly tài sản cùng nghĩa vụ chăm sóc con cái, những người con từ "Divorce" vẫn được xem là con hợp pháp của một hay cả hai người. Và trong trường hợp của Henry VIII, nhà vua muốn "Annulment" cuộc hôn nhân với Catalina của Aragón, khiến cho con của hai người, Mary, sẽ thành con ngoại hôn (nói thô tục là con hoang) nếu thực sự được chấp nhận.
Trước khi Henrry VII, cha của Vua Henry, thành công lên ngôi và lập ra nhà Tudor, thì nước Anh đã bị cuốn vào Chiến tranh Hoa Hồng vì vấn đề kế vị. Ông và Catalina không có người con trai nào hợp pháp, ngoại trừ con gái lớn Mary. Trước đó, Catalina đến Anh để kết hôn với anh trai của Vua Henry là Arthur, Thân vương xứ Wales, nhưng Arthur qua đời không lâu sau đó. Và vì Tây Ban Nha và nước Anh cần xác định liên minh, nên Catalina đã tái hôn với Henry dưới sự sắp xếp của Giáo hoàng Giuliô II, với lời tuyên bố Catalina vẫn còn là trinh nữ. Sau nhiều năm, Vua Henry mệt mỏi vì Catalina không thể sinh cho ông một người con trai để kế thừa, khiến ông dõi mắt tìm kiếm một khả năng khác để có được điều đó: hủy hôn với Catalina và tự do tái hôn. Việc Anne từ chối ông, càng khiến cho Vua Henry cảm thấy Giáo hoàng không xứng đáng thống trị thông qua Kinh Thánh, và đổ lỗi rằng cuộc hôn nhân giữa ông và Catalina là tội lỗi, một tội lỗi nghiêm trọng khiến cho ông không thể có con trai và được lấp liếm bằng sự sa đọa của Giáo hoàng thành La Mã. Việc Vua Henry muốn hủy hôn, và chất vấn Giáo hoàng Clêmentê VII cho tội lỗi của Giáo hoàng Giuliô II đã khiến cho vấn đề muốn ly hôn của ông thêm phức tạp. Lịch sử gọi đấy là 「King's Great Matter」, hay "Đại sự của nhà vua".
Khi đó, Anne Boleyn nhận thấy cơ hội của mình trong vấn đề này. Trong suốt thời gian cặp kè mà không có quan hệ xác thịt với Vua Henry, bà quả quyết rằng chỉ ngã vào vòng tay của ông, nếu ông có thể để bà làm Vương hậu. Theo đó, bà bắt đầu tham dự cùng nhà vua trong các vấn đề ngoại giao và quản lý đất nước, trừ việc chăn gối, thứ mà Anne Boleyn gìn giữ đến khi có thể chính thức thành hôn. Các nhà sử học và giáo sư có nhiều nhận định khác nhau về vai trò của Anne Boleyn trong quá trình Cải cách Kháng nghị diễn ra ở nước Anh, cũng như tham vọng của bà có ảnh hưởng thế nào khiến Vua Henry muốn quay lưng với Giáo hội Công giáo La Mã. Có một giai thoại được lưu truyền khởi nguồn bởi George Wyatt, được xác minh qua Thị tùng từng phục vụ Anne là Anne Gainsford. Lúc đó, Anne Boleyn đem cho nhà vua một quyển sổ nhỏ mang tính dị giáo, có lẽ là cuốn The Obedience of a Christian Man của William Tyndale, hoặc Supplication for Beggars của Simon Fish, kêu gọi các vị quân vương hãy thoát khỏi gông cùm của Giáo hội Công giáo đầy nhục dục và ma quỷ. Anne Boleyn đã rất cảm thông với khát vọng cải cách lại "Giáo hội mục rữa" này, và tích cực ảnh hưởng lên các học giả để dịch lại và truyền bá những quyển sách này. Theo Maria Dowling, Anne Boleyn đã cố giáo dục lại các Thị tùng của bà dựa vào những đức tính chuẩn mực của Kinh thánh, thậm chí Anne được tin là đã mắng mỏ người họ hàng Madge Shelton vì đã viết những dòng vớ vẩn trong sách Thánh của mình.
Vào năm 1528, một dịch bệnh hoành hành khắp nước Anh với mức độ nghiêm trọng. Tại Luân Đôn, triều đình của Vua Henry phải giải tán do số người chết ngày càng tăng, nhà vua liên tục chuyển chỗ, còn Anne Boleyn thì đến Lâu đài Hever của dòng họ Boleyn. Nhưng ở Hever bệnh dịch vẫn lan đến, Anne vài người bị dính phải, và vì bị nhiễm nặng bởi bệnh này mà anh rể của bà, William Carey, qua đời không lâu sau đó. Biết được tin này, Vua Henry phái viên ngự y của riêng ông đến Hever để chăm sóc Anne, và sau đó thì Anne đã hồi phục. Đây được coi là một minh chứng cho thấy Vua Henry đã rất quyết tâm trong việc ly hôn với Catalina. Trước đó, William Knight, thư ký riêng của nhà vua đã được gửi đến hỏi Giáo hoàng Clement VII về việc hủy hôn với Catalina bằng việc chỉ trích Giáo hoàng Julius II đã dùng cái cớ không đáng tin, bắt ông phải cưới chị dâu mình trong một mưu đồ bất chính. Vua Henry cũng quả quyết rằng ông có quyền kết hôn với bất kỳ ai, dù chỉ dựa trên nền tảng tình ái, hoặc mặc cho nó liên quan đến pháp lý hay bất hợp pháp. Điều này rõ ràng liên hệ tới việc ông muốn cưới Anne Boleyn.
Vào năm 1529, vì không nhận được sự đồng thuận từ Giáo hoàng Clement VII, Vua Henry phải sắp xếp Hồng y Thomas Wolsey giải quyết, và thế là sắp đặt một phiên tòa tại nước Anh, với mong muốn mời Lorenzo Campeggio như một đại diện của Giáo hoàng tham dự. Nhưng sau cuộc Cướp phá thành Roma năm 1527, Giáo hoàng Clement VII từ chối tham gia chuyện này, một phần vì Catalina chính là dì của Hoàng đế Karl V của Thánh chế La Mã - người tiến hành cuộc cướp phá ở trên. Cuối cùng sau sự kiện "Legatine Trial" diễn ra cùng năm, Giáo hoàng cấm Vua Henry có bất kì hành động hủy hôn nào, Anne Boleyn cùng các kẻ thù của Wolsey tố cáo Wolsey rắp tâm trung thành với Giáo hội La Mã hơn là với bản thân nước Anh, vì vậy tích cực khiến Vua Henry ra quyết định cách đi chức Đại Chưởng ấn của Wolsey vào cuối năm đó. Theo Cavendish, một thân cận của Wolsey ghi lại rằng, dựa theo những gì một người hầu túc trực buổi cơm tối giữa Vua Henry và Anne Boleyn tại Grafton vào năm đó, Anne đã phàn nàn Wolsey là "Một kẻ gây sự ô nhục", cuối cùng khiến Vua Henry ra quyết định cách chức Wolsey trong một chuỗi 「Praemunire」 - một chuỗi hành động chính trị nhằm "thanh tẩy" những ai có ý trung thành với Giáo hoàng mà chống lại Vương quyền của Quốc vương nước Anh có từ thời Edward III của Anh, và lần này lại một lần nữa được khởi động dưới thời Henry VIII.

Bức tranh "The Courtship of Anne Boleyn", vẽ bởi Emanuel Leutze vào năm 1846.

Trong khi đó, dân chúng vẫn rất ủng hộ Vương hậu Catalina, dù lúc này Vua Henry đã dần cắt bỏ các đãi ngộ của Catalina và đưa Catalina ra khỏi triều đình. Lúc đó, Anne Boleyn đã được dời thẳng vào trong triều, trở thành "Đệ nhất phu nhân" của triều đình, nhưng việc chưa thể công khai hủy hôn với Catalina vẫn khiến Anne Boleyn không có chính danh. Và điều này có vẻ khiến Anne không hài lòng. Căn cứ theo báo cáo của Đặc sứ Thanh chế La Mã là Eustace Chapuys, vào ngày đầu năm 1531, ông đã tường thuật lại lời của Anne Boleyn rằng:
- 「"Bà ta (Anne) hi vọng tất cả đám người Tây Ban Nha chôn thây dưới biển... Ngoài ra, bà ta còn nói không hề quan tâm đến Đức Vương hậu hay gia đình của bà, và bà ta (Anne) thà nhìn Đức bà (Catalina) bị treo cổ còn hơn công nhận là Vương hậu và Bà chủ triều đình"」[30].

Vào một buổi chiều mùa thu cũng trong năm 1531, Anne Boleyn đang thưởng thức một bữa ăn thịnh soạn trên sông Thames, thì đã gần như bị vây đánh bởi một nhóm phụ nữ giận dữ, và Anne chỉ kịp dùng thuyền chạy trốn.
Khi Tổng giám mục Canterbury là William Warham qua đời, vị giáo sĩ của nhà Boleyn là Thomas Cranmer được bổ nhiệm thay thế với sự chấp thuận của Giáo hoàng. Năm 1532, Thomas Cromwell trình bày trước Nghị viện một bản "Thỉnh cầu kháng nghị các Giáo mục" và "Đệ trình các Giáo sĩ", theo đó công nhận vương quyền của nhà vua sẽ cao hơn Thánh quyền của các nhà thờ, hoàn thành việc ly khai khỏi La Mã. Tức giận vì quyết định này của nhà vua, Sir Thomas More đã từ chức vị trí Đại Chưởng ấn, để lại cho Cromwell.

### Kết hôn với nhà vua
Trước cả khi chính thức kết hôn, Anne Boleyn đã có quyền lực đáng kể như có thể có đoàn tùy tùng riêng, nhà ngoại giao riêng và quan trọng hơn hết là sự ảnh hưởng to lớn đến người chồng tương lai, đức Vua Henry VIII. Đặc biệt nhất, bà đã có thể thay nhà vua giải quyết các vấn đề ngoại giao. Sứ giả từ Milan đã viết vào năm 1531, nếu muốn ảnh hưởng lên triều chính nước Anh thì đều phải thông qua Lady Anne Boleyn. Việc này được công nhận bởi đại sứ Pháp, thực tế điều này đã diễn ra vào khoảng vài năm trước khi đại sứ Milan tường trình.
Ngày 1 tháng 9 năm ấy, Vua Henry phong cho Anne Boleyn làm 「Nữ Hầu tước xứ Pembroke; Marchioness of Pembroke」, một tước vị tiền đề để bà có thể trở thành Vương hậu trong tương lai. Trong hệ thống tước vị Anh được phiên dịch ra, các vị "Marchioness" thường được dịch ra ở tiếng Việt nôm na là "Nữ Hầu tước", tuy vậy cách dịch này không chính xác, bởi vì nghe như người nữ giới mang tước vị ấy được hưởng một cách độc lập (như Nữ vương và Nữ hoàng). Trong khi thực tế, những "Marchioness" nên được dịch là "Hầu tước phu nhân" hay "Bà Hầu tước", tức người vợ của 1 vị Hầu tước, bởi vì đại đa số phụ nữ Châu Âu đều không thể được chỉ định làm chủ một tước hiệu, trừ phi là người kế vị hợp pháp duy nhất (điều này chỉ thường xảy ra ở Anh và một số nước Đông Âu). Việc Anne Boleyn được thụ phong Hầu tước, là một mình bà sở hữu, trở thành 1 trong 2 trường hợp hiếm vào thế kỉ 16, bên cạnh dì họ của nhà vua là Margaret Plantagenet, Nữ Bá tước xứ Salisbury. Cho nên, Anne Boleyn cùng Margaret Pole mới là những "Nữ Hầu tước" đúng nghĩa. Vào thời điểm ấy, có 3 vị Công tước cùng 2 vị Hầu tước, đều là em rể nhà vua, con riêng của nhà vua cùng hậu duệ vương tộc của các đời trước. Gia đình Boleyn cũng thụ hưởng đãi ngộ đáng có của ngoại thích. Cha của bà, Sir Thomas Boleyn, vốn là Tử tước vùng Rochford, sau kiêm thêm Bá tước xứ Wiltshire, sau đó Vua Henry cũng đi vào thỏa thuận với người họ hàng ở Ireland và thành công ban thêm tước vị Bá tước xứ Ormond cho ông. Trong buổi lễ hoành tráng chúc mừng việc phong tước của cha bà, Anne Boleyn đã đứng trước cả Công tước phu nhân xứ Suffolk và Công tước phu nhân xứ Norfolk, ngồi trên hàng ghế cao quý ngay bên cạnh nhà vua, một chỗ chỉ dành riêng cho Vương hậu. Và do sự can thiệp của Anne, chị gái bà là Mary Boleyn nhận một khoảng trợ cấp £100 một năm, và con trai của Mary là Henry Carey đã được Anne bảo hộ và dạy dỗ trong một Tu viện.
Trong thời gian này, Anne Boleyn có vai trò quan trọng trong việc đặt mối liên minh vững chắc giữa Anh và Pháp, bà đã có mối quan hệ tốt với đại sứ Pháp, Gilles de la Pommeraie, và thông qua đó bà cùng Vua Henry đã đến Calais vào mùa đông năm 1532, gặp gỡ François I của Pháp và thảo luận. Vua Henry hi vọng bằng việc này, hôn nhân giữa ông và Anne Boleyn sẽ được công nhận trên phương diện quốc tế. Và thảo luận kết thúc khi Pháp vẫn giữ liên minh với Giáo hoàng, cùng ngấm ngàm ủng hộ có điều kiện với trường hợp tái hôn của Henry VIII. Sau khi trở về Dover từ Calais, hai người bí mật kết hôn vào ngày 14 tháng 11 cùng năm. Anne ngay lập tức mang thai, và để cho hôn nhân giữa Catalina của Aragón chính thức bị xem là phạm pháp, Anne và nhà vua đã tổ chức một buổi lễ long trọng hậu đám cưới ở Luân Đôn, vào ngày 25 tháng 1 đầu năm sau.
Năm 1533, ngày 23 tháng 5, Thomas Cranmer, thăng tọa Hội nghị tại Tu viện Dunstable, tuyên bố hôn nhân giữa Henry VIII và Catalina của Aragón đã không còn giá trị. Sau đó 5 ngày, tức ngày 28 tháng 5, Cranmer tuyên bố hôn nhân giữa Henry và Anne chính thức có hiệu lực.

## Vương hậu nước Anh

### Lễ đăng quang

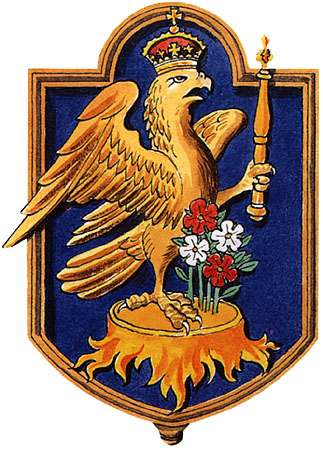
Vương hiệu riêng của Anne Boleyn khi làm Vương hậu.

Sau khi Catalina của Aragón bị đoạt đi tước hiệu, vào ngày 1 tháng 6 năm 1533, Vua Henry VIII đã cho chuẩn bị Lễ đăng quang cho Anne Boleyn làm Vương hậu tại Tu viện Westminster, với một quy mô hoành tráng. Bà trở thành vị Vương hậu cuối cùng của nước Anh được thụ hưởng lễ tấn phong độc lập với nhà vua. Và khác với các Vương hậu khác, Anne đã được làm Lễ đội vương miện bằng chiếc Vương miện Thánh Edward chuyên dùng cho các vị quân chủ trong lịch sử Anh. Sử gia Alice Hunt nhận định rằng việc bà mang thai, một vị vua tương lai theo quan niệm khi ấy, đã khiến Anne có được vinh quang này. Khẩu hiệu của bà là 「"The Most Happy"」, tức "Điều hạnh phúc nhất", và bà dùng một con chim cắt trắng làm huy hiệu.
Ngày hôm sau, Anne Boleyn tham gia chuyến diễu hành trên đường phố Luân Đôn, như một hình thức xác nhận vị trí của bà. Vào ngày ấy, Anne ngồi trên một cỗ kiệu phủ đầy vàng bạc lụa là, hai con ngựa nhỏ dẫn đường phủ đầy gấm vóc dệt hoa, trong khi các Nam tước khiêng một tấm vải có 4 thanh chống, để che phía bên trên của bà. Theo truyền thống, Anne sẽ mặc đồ màu trắng, đội một mũ miện đính đá quý và tóc bà xõa dài tự nhiên. Chứng kiến sự đắc ý của Tân Vương hậu, dân chúng Luân Đôn tỏ ra cực kỳ thờ ơ và dè bỉu. Trong lúc đó, Hạ Nghị viện (House of Commons; một cơ quan trong Nghị viện Anh) đã cấm mọi tin tức lan đến thành Rome, và kết án bất kỳ ai có ý kêu gọi chóng phá từ bên ngoài, tất cả sẽ bị xét vào tội khi quân. Vào lúc đó, Giáo hoàng Clement cuối cùng tuyên bố vạ tuyệt thông dành cho Vua Henry VIII và Cranmer, ông tuyên bố hôn nhân giữa nhà vua và Anne là phi pháp. Vua Henry lúc này đáp trả bằng Đạo luật kế vị thứ nhất, qua đó bác bỏ toàn bộ quyền hành của Giáo hoàng cũng như xác nhận Anne Boleyn là Vương hậu nước Anh.
Nhiều nhân vật quan trọng của chính quyền Anh phản đối cuộc hôn nhân này, gồm Cựu Thừa tướng là Sir Thomas More và Giám mục Rochester là John Fisher. Cả hai đều bị tống giam vào Tháp Luân Đôn và bị xử tử hình với lời cáo buộc khi quân phạm thượng. Cuối năm 1534, Nghị viện Anh thông qua tuyên bố, Vua Henry là người Lãnh đội tối cao của Giáo hội Anh. Như vậy là, Giáo hội Anh đã được xác lập một cách chính thức, trở thành nền tảng tôn giáo mà các đời quân chủ Anh kể từ Henry VIII trực tiếp nắm giữ, mà không phải thông qua Công giáo La Mã như trước. Vào ngày 14 tháng 5 năm ấy, Anne bắt đầu hành động trong công cuộc bảo vệ những người Kháng Cách, khi viết thư cho Thomas Cromwell và đảm bảo thương nhân Richard Herman được an toàn trong chuyến đi đến Antwerp, và vị thương nhân này sẽ không bị khủng bố vì đã "ban phát Tân Ước tại nước Anh". Trước và sau khi đăng quang, Anne Boleyn tiếp tục bảo vệ và thăng chức cho những người theo phái Phúc Âm hoặc muốn học theo giáo thuyết của William Tyndale. Bà cũng có vai trò quyết định khi trọng dụng nhà Kháng Cách cuồng nhiệt là Matthew Parker tham dự triều đình Anh với vai trò là Giáo sĩ riêng của Vương hậu.

Một phiên bản vương hiệu của Anne Boleyn
Vương hiệu chính thức của Vương hậu Anne Boleyn
Một phiên bản vương hiệu của Anne Boleyn

### Sinh hạ Elizabeth
Sau khi làm lễ đăng quang, Anne Boleyn được Vua Henry đưa về Cung điện Greenwich, nơi mà nhà vua yêu thích nhất, để dưỡng thai và chờ đợi kỳ sinh nở sắp đến. Thế là ngày 7 tháng 9 năm 1533, Vương hậu Anne sinh hạ một vương nữ, và đứa bé được đặt tên thánh là Elizabeth, để tôn vinh một trong hai hoặc cả hai người bà của mình, Elizabeth Howard (mẹ của Anne) và Elizabeth xứ York (mẹ của Henry).
Sự ra đời của một người con gái đã làm cha mẹ Elizabeth cực kỳ sầu não, không khí thất vọng bao trùm khắp triều đình Anh, bởi vì họ đã cực kỳ chắc chắn rằng đứa bé sẽ là con trai. Một ngự y và nhà chiêm tinh thậm chí quả quyết đứa bé trong bụng của Anne là con trai, và Vua Francis của Pháp thậm chí đã được mời làm người cha đỡ đầu cho "con trai" của Vua Henry khi chào đời. Nay, đứa bé là một đứa con gái, do đó toàn bộ thư từ dự định thông cáo khắp cả nước và quốc tế phải sửa từ [Vương tử] thành [Vương nữ]. Qua những điều này cũng có thể tưởng tượng được sự thất vọng to lớn của Vua Henry khi nghe tin một vương nữ ra đời, thay vì là một vương tử. Dẫu vậy, công chúa Elizabeth vẫn được tổ chức một buổi lễ rửa tội cực kỳ hoành tráng. Lúc này, Vương hậu Anne Boleyn bắt đầu lo lắng đứa con gái của Vương hậu tiền nhiệm Catalina là Mary, đã bị tước đi quyền thừa kế và bị tuyên bố là con hoang khi trước, sẽ có thể đe dọa đến địa vị của con gái của bà. Để trấn an vợ mình, Vua Henry đã cắt giảm đi số Thị tùng của Mary, và gửi Elizabeth đến Dinh thự Hatfield tại Hertfordshire, nơi mà Vua Henry tin rằng cô công chúa nhỏ sẽ có thể trưởng thành tốt nhất có thể vì không khí trong lành và tránh ánh mắt dòm ngó của người khác. Trong suốt những năm sau, Anne thường xuyên đến Hatfield để thăm con gái mình.
Cũng theo tài liệu ghi nhận được, Anne Boleyn có số lượng người hầu còn lớn hơn nhiều so với Catalina. Có tổng cộng 250 nhân viên luôn túc trực cho Vương hậu sai khiến, đủ mọi loại thân phận, từ thầy tu cho đến thư đồng, bên cạnh là 60 Thị tùng, là những cô gái quý tộc có chồng hoặc chưa chồng, luôn túc trực để sẵn sàng cùng Vương hậu tham dự các sự kiện xã giao. Bà còn tuyển nhiều mục sư để bổ sung vào các vị trí cố vấn như giáo sư, giáo sĩ và cố vấn tôn giáo. Trong đó phải kể đến Matthew Parker, một trong những kiến trúc sư vĩ đại của Anh giáo, về sau cũng là người bảo trợ cho con gái bà, công chúa Elizabeth.

### Xung đột với nhà vua

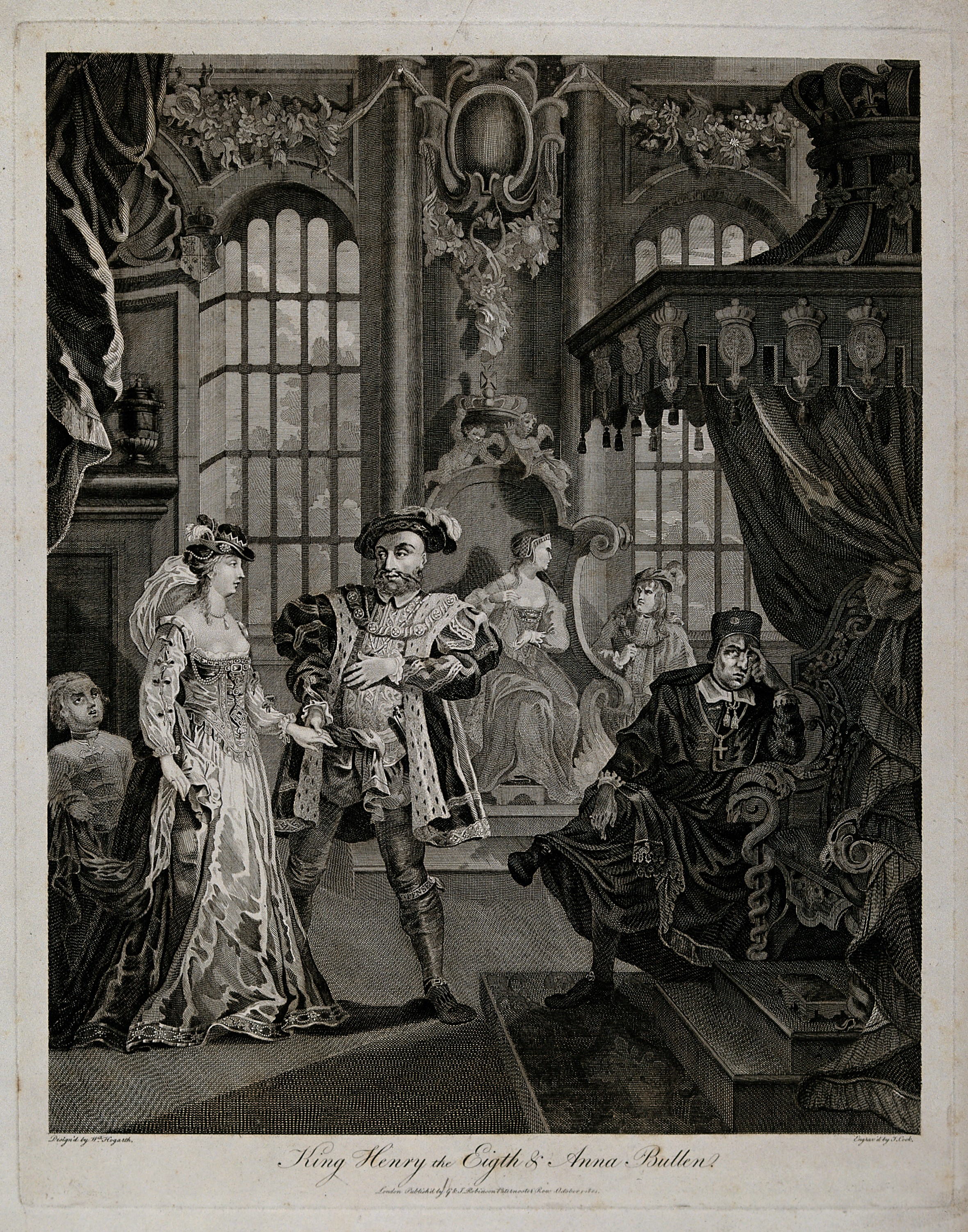
Vua Henry VIII và Anne Boleyn thụ hưởng cuộc sống phú quý.

Vua Henry VIII và người vợ mới của tận hưởng cuộc sống hạnh phúc, dựa theo những nhận định đương thời. Tính cách sắc sảo của Anne Boleyn bắt đầu gây trở ngại cho chính bà, khi bà quá sốt sắng trong việc can thiệp vào vấn đề chính trị và tầm ảnh hưởng của mình. Những điều này, dù được dạy dỗ cơ bản cho các tiểu thư quý tộc khi ấy, song lại là điểm tối kị dành cho người vợ trong mắt người chồng. Ngoài ra, mỗi khi mang thai, nhà vua vì theo "truyền thống" không làm tổn hại thai nhi nên sẽ đi tìm tình nhân, và khác với Catalina của Aragón rộng rãi chấp thuận, Anne Boleyn lại không thỏa thuận chuyện này khiến quan hệ giữa bà cùng nhà vua đã có vết nứt ngầm. Vết nứt này thậm chí đã xuất hiện khi bà bắt đầu mang thai công chúa Elizabeth vào những tháng cuối cùng.
Vào giáng sinh năm 1534, Anne Boleyn sẩy thai, vào ngay lúc đó nhà vua đã có ý định ly dị với Anne Boleyn, nhưng vẫn không chịu quay lại với Catalina. Tuy nhiên, hai vợ chồng lập tức giảng hòa và trải qua mùa hè yên bình của năm 1535, và đến tháng 10 năm ấy thì bà lại được tin đang mang thai. Cuộc sống lúc này đang rộng mở cho Anne Boleyn. Bà thường tiêu tiền vào những trang phục kiêu sa, đá quý đắt tiền cùng những bộ trang phục đi săn đầy công phu. Bên cạnh đó, không ít hoàng điền, ngự viên và các cung điện cùng lâu đài khắp nước Anh được trang hoàng lại để hợp khiếu thẩm mỹ của Anne và nhà vua.
Vì những tác động của mình để dẫn đến cuộc cải cách tôn giáo Anh và việc ly dị gây tranh cãi với Catalina của Aragón của nhà vua, Anne Boleyn thường bị đương thời xem là phù thủy, là mục tiêu chịu trách nhiệm chính cho thời kì trị vì đầy tàn bạo này của Vua Henry. Những phe chống đối gọi bà là 「Con điếm của nhà vua; "The King's whore"」 hay 「Đồ gái điếm hư đốn; "Naughty prostitute"」. Sự chỉ trích cho bà tăng lên sau khi bà bị sẩy thai, và đặc biệt là sau việc tử hình Sir Thomas More và Giám mục John Fisher cùng năm ấy.
Ngày 7 tháng 1 năm 1536, Catalina của Aragón qua đời. Khi nhận được tin, Henry và Anne đã vui mừng khôn xiết. Ngày hôm sau, Henry và Anne đều bận trang phục màu vàng, biểu tượng của hân hoan tại Anh, và tổ chức một bữa tiệc linh đình. Trong khi đó ở Tây Ban Nha, màu vàng là biểu tượng của tang tóc, trái ngược với màu đen, do vậy có ý kiến cho rằng Anne và nhà vua đã thực sự đang để tang Catalina, và hành động này là để giảng hòa với con gái của Catalina là Mary. Trước điều đó, Mary cự tuyệt gay gắt, vì cô cho rằng cái chết của mẹ mình liên quan đến hai vợ chồng, có khả năng Catalina đã bị đầu độc bởi Henry hoặc Anne. Khi khám nghiệm tử thi của Catalina, các nhà khoa học phát hiện phần tim của bà bị tái đen, sau khi xét nghiệm thì đưa ra kết luận đây là dấu hiệu của ưng thư tim thay vì đầu độc.
Vào thời điểm ấy, Anne Boleyn đang mang thai ở những tháng đầu nhưng thường xuyên không ổn định, và bà tự cảm nhận được số phận sẽ thê thảm thế nào nếu đứa bé này không phải con trai. Trong thời gian ở cử, Vua Henry bắt đầu để ý tới Jane Seymour, một Thị tùng trong đoàn tháp tùng của Anne Boleyn. Khi nhà vua đưa một món quà đến, Jane đã mở ra và trông thấy bên trong là một bức tiểu họa của bản thân nhà vua được đặt gọn bên trong mặt dây chuyền. Hân hoan vì sự sủng ái trên trời rơi xuống, Jane Seymour đã không ngần ngại cầm và siết chặt nó, dù đang có sự hiện diện của Anne Boleyn ngay tại đấy. Đương thời kể lại, Anne Boleyn đã rất tức giận, đến nỗi cầm nát mặt dây chuyền trên ngực áo của bà, đến nỗi bàn tay của bà đã chảy máu.

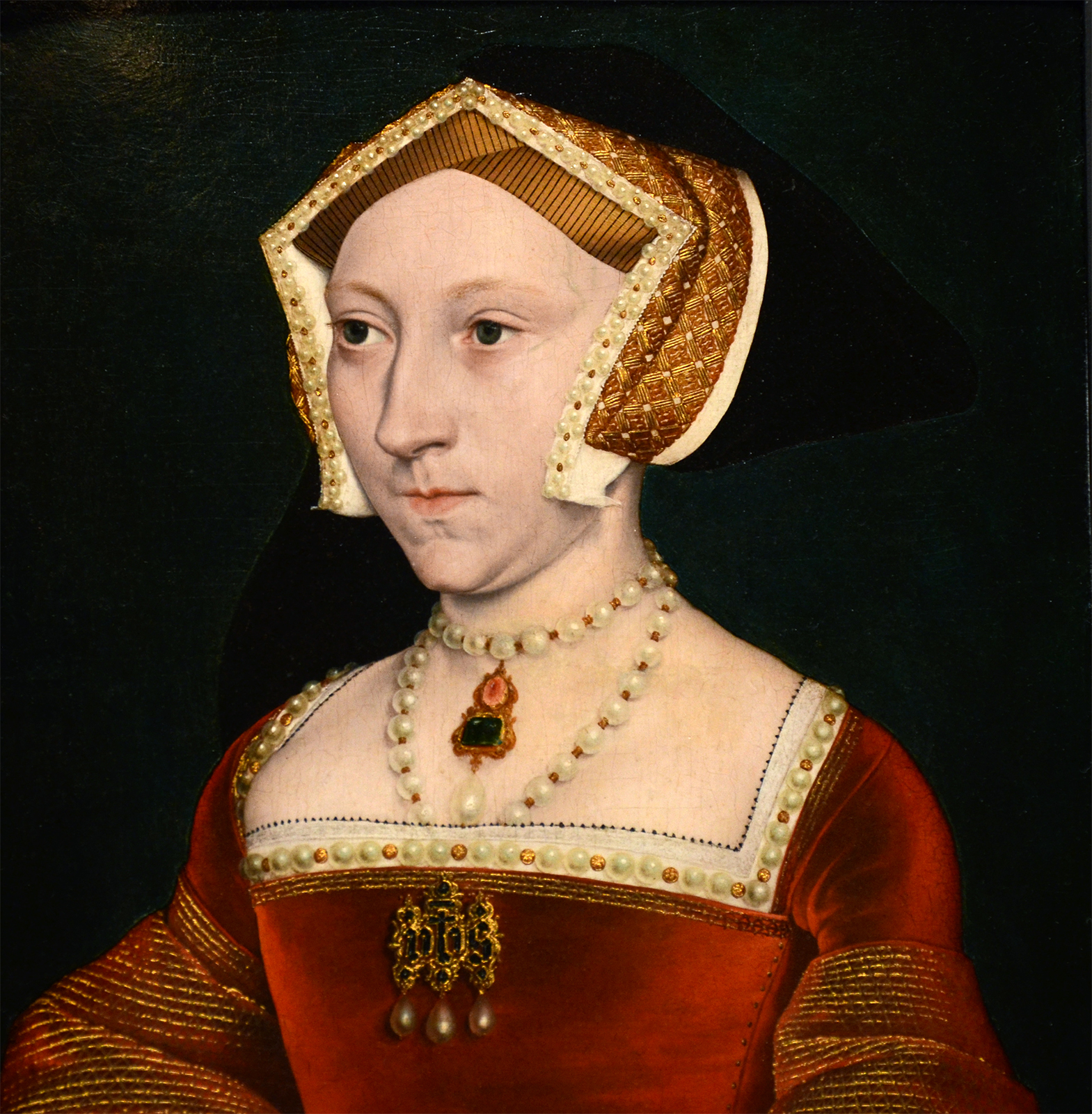
Jane Seymour.

Vào ngày 29 tháng 1 năm ấy, khi Catalina của Aragón đang được an táng vào Tu viện Peterborough, thì Anne Boleyn sẩy thai. Nguyên nhân của việc này được đồn rằng, là khi Anne vào phòng của nhà vua, bà đã nhìn thấy Jane Seymour đang ngồi trên đùi và ve vãn Vua Henry. Dù là lý do gì đi nữa, vào ngày an táng của Catalina, Anne đã sẩy thai, và theo đại sứ hoàng gia Eustace Chapuys, Anne mang thai tầm 3 tháng và đó là một bé trai. Sự kiện này là một bước ngoặt quyết định của cuộc đời Anne Boleyn, mà theo như Chapuys nhận xét:「"Bà ta đã đánh mất vị cứu tinh cho chính cuộc đời mình. Đây cũng là chấm dứt cho hôn nhân giữa bà ta và Đức vua"」.
Ngay sau khi Anne Boleyn hồi phục, Vua Henry đã tuyên bố ông đã bị cám dỗ bởi ma quỷ vào cuộc hôn nhân này, ông đã nhận định rằng Chúa đã nguyền rủa mình và không chấp thuận ông có một nam thừa kế từ hôn nhân của mình với Anne Boleyn. Căn cứ theo sử gia Lucy Worsley trong Six Wives with Lucy Worsley, bà dẫn ra lại Anne đã viết thư cho Henry VIII và nói rằng mình đã 「"Rất đau lòng khi Đức vua yêu những người đàn bà khác"」, tuy nhiên điều này cũng không giúp Anne thoát khỏi sự căm tức của Vua Henry. Tình nhân mới của ông, Jane Seymour, nhanh chóng được sắp xếp một vị trí thỏa đáng trong triều đình. Tiếp theo đó, em trai của Anne là George bị khước từ trao cho Huy hiệu cấp Garter như đã dự tính, mà thay vào đó là Sir Nicholas Carew. Đây là bắt đầu một chuỗi bài bản sự hạ bệ của Anne Boleyn, dẫn đến kết cục tàn khốc của bà.

## Hạ bệ

### Tiến trình điều tra
Nhà lý lịch học của Anne Boleyn là Eric Ives, cùng nhiều sử học gia khác đều nhất trí sự hạ bệ của bà là do một tay Thomas Cromwell đạo diễn. Điều này được chứng minh qua cuốn Spanish Chronicle và thư từ của Chapuys đến Hoàng đế Karl V của Thánh chế La Mã.
Sự mâu thuẫn giữa Anne Boleyn và Thomas Cromwell bắt đầu khi bà thảo luận việc phân phối thu nhập và chi tiêu của các nhà thờ. Theo đó, Anne muốn dùng chi tiêu cho việc từ thiện và giáo dục, và bà chủ trương tạo liên minh với Pháp. Trong khi đó Cromwell chủ trương lắp đầy quốc khố đang trống rỗng của nhà vua, và bản thân ông lại ủng hộ liên minh với Thánh chế La Mã hơn. Vì những lý do này, Ives nhận định:「"Anne Boleyn trở thành trở ngại lớn của Thomas Cromwell"」. Trái lại, nhà lý lịch học của Cromwell là John Schofield nhận định không có xung đột quyền lực nào xảy ra giữa Anne và Cromwell, và cho biết Cromwell chỉ thực sự can thiệp vào chuyện này khi nhà vua chỉ định và ủy quyền cho ông. Cromwell cũng không cáo buộc Anne tội ngoại tình, dù về sau ông cùng các quan thần khác đã đồng lòng dùng cáo trạng này để tố cáo Anne trước Henry.
Vào ngày 30 tháng 4 năm 1536, một nhạc công người Flemish của Anne Boleyn là Mark Smeaton đã bị bắt giữ và tra khảo bởi Thomas Cromwell. Ban đầu, Smeaton khai không phải tình nhân của Vương hậu Anne, song sau đó lại thú nhận, có lẽ là do bị tra tấn quá dữ dội hoặc được hứa thả tự do. Một triều thần khác là Sir Henry Norris cũng bị bắt giữ vào ngày 1 tháng 5 năm ấy. Trước đó, Sir Henry Norris vẫn đang phục vụ cho Vua Henry, và có vẻ ngay ngày hôm ấy thì nhà vua đọc được cáo trạng, nên đã trực tiếp ra lệnh bắt giữ Sir Norris. Ban đầu, Sir Henry Norris khăng khăng Vương hậu Anne Boleyn vô tội, song sau đó một cuộc hội thoại nghe lỏm được từ một số người, đã cáo buộc rằng Sir Norris hay ra vào phòng ngủ của Vương hậu một cách lén lút, và họ còn nghe được câu đối thoại rằng Anne Boleyn từng có âm mưu giết Quốc vương để sau đó cưới Sir Henry Norris.
Liên tiếp sau đó, Sir Francis Weston và Sir William Brereton đều bị bắt vì những cáo buộc tương tự. Nhà thơ Thomas Wyatt cũng bị triệu tập vì từng là bạn thân và cũng là một trong những người rất say mê Anne Boleyn trước khi bà được cưới cho nhà vua, tuy nhiên ngay sau đó được thả ra, có lẽ là do tình bạn giữa ông và Cromwell. Người bị cáo buộc cuối cùng có dính liếu đến Anne là em trai của bà, George Boleyn, vì tội loạn luân và phản quốc.

### Bị kết tội
Ngày 2 tháng 5 năm ấy, Anne Boleyn bị đưa bằng thuyền đến Tháp Luân Đôn, và theo Eric Ives thì có vẻ như bà đã đi qua Court Gate trong Tháp Byward hơn là cánh cổng Traitors' Gate dành cho người có tội như Catherine Howard về sau. Có năm người phụ nữ được yêu cầu đi cùng Anne Boleyn vào Tháp Luân Đôn, để thuật lại hành vi của bà cho William Kingston, giám viên Tháp Luân Đôn, để ông ta thuật lại cho Thomas Cromwell. Những người ấy là:
1. Elizabeth Wood, Lady Boleyn, người cô của Vương hậu Anne qua hôn nhân với chú bà là James Boleyn;
2. Anne Boleyn, Lady Shelton, cô của Vương hậu Anne, vợ của Sir John Shelton.
3. Mary Scrope, vợ của William Kingston, và là một trong những người hộ tống Anne lên bục chém.
4. Margaret Dymoke, vợ của Sir William Coffin, một quan quản ngựa cho Vương hậu Anne.
5. Elizabeth Stonor, vợ của Sir Walter Stonor, quan túc vệ cho Henry VIII.

Sau khi vào tháp, Anne Boleyn đã suy sụp, bà yêu cầu cho biết cha và em trai mình đã bị đưa đi đâu cũng như hỏi rõ những cáo buộc chống lại mình. Bức thư nổi tiếng mà Anne Boleyn đã viết cho Vua Henry VIII vào ngày 6 tháng 5, đã được phổ biến rộng rãi.
Bức thư có nội dung đại khái:
Sir,
Your Grace's displeasure, and my imprisonment are things so strange unto me, as what to write, or what to excuse, I am altogether ignorant. Whereas you send unto me (willing me to confess a truth, and so obtain your favour) by such an one, whom you know to be my ancient professed enemy. I no sooner received this message by him, than I rightly conceived your meaning; and if, as you say, confessing a truth indeed may procure my safety, I shall with all willingness and duty perform your demand.
But let not your Grace ever imagine, that your poor wife will ever be brought to acknowledge a fault, where not so much as a thought thereof preceded. And to speak a truth, never prince had wife more loyal in all duty, and in all true affection, than you have ever found in Anne Boleyn: with which name and place I could willingly have contented myself, if God and your Grace's pleasure had been so pleased. Neither did I at any time so far forget myself in my exaltation or received Queenship, but that I always looked for such an alteration as I now find; for the ground of my preferment being on no surer foundation than your Grace's fancy, the least alteration I knew was fit and sufficient to draw that fancy to some other object. You have chosen me, from a low estate, to be your Queen and companion, far beyond my desert or desire. If then you found me worthy of such honour, good your Grace let not any light fancy, or bad council of mine enemies, withdraw your princely favour from me; neither let that stain, that unworthy stain, of a disloyal heart toward your good grace, ever cast so foul a blot on your most dutiful wife, and the infant-princess your daughter. Try me, good king, but let me have a lawful trial, and let not my sworn enemies sit as my accusers and judges; yea let me receive an open trial, for my truth shall fear no open flame; then shall you see either my innocence cleared, your suspicion and conscience satisfied, the ignominy and slander of the world stopped, or my guilt openly declared. So that whatsoever God or you may determine of me, your grace may be freed of an open censure, and mine offense being so lawfully proved, your grace is at liberty, both before God and man, not only to execute worthy punishment on me as an unlawful wife, but to follow your affection, already settled on that party, for whose sake I am now as I am, whose name I could some good while since have pointed unto, your Grace being not ignorant of my suspicion therein. But if you have already determined of me, and that not only my death, but an infamous slander must bring you the enjoying of your desired happiness; then I desire of God, that he will pardon your great sin therein, and likewise mine enemies, the instruments thereof, and that he will not call you to a strict account of your unprincely and cruel usage of me, at his general judgment-seat, where both you and myself must shortly appear, and in whose judgment I doubt not (whatsoever the world may think of me) mine innocence shall be openly known, and sufficiently cleared. My last and only request shall be, that myself may only bear the burden of your Grace's displeasure, and that it may not touch the innocent souls of those poor gentlemen, who (as I understand) are likewise in strait imprisonment for my sake. If ever I found favour in your sight, if ever the name of Anne Boleyn hath been pleasing in your ears, then let me obtain this request, and I will so leave to trouble your Grace any further, with mine earnest prayers to the Trinity to have your Grace in his good keeping, and to direct you in all your actions. From my doleful prison in the Tower, this sixth of May;
Your most loyal and ever faithful wife, Anne Boleyn
Nội dung bức thư dùng ngữ pháp và nhiều từ vựng trong tiếng Anh cổ, tuy nhiên qua bản dịch đã mượt nhất có thể của các học giả khi chuyển qua ngôn ngữ hiện đại, người ta vẫn có thể thấy được cảm xúc bàng hoàng và đau khổ của Anne Boleyn khi viết bức thư này.
Sau đó, ngày 12 tháng 5 cùng năm, tại Westminster diễn ra phiên xét xử. Weston, Brereton và Norris đều duy trì mình vô tội, chỉ riêng Smeaton nhất quyết nói Anne Boleyn có tội. Sau đó 3 ngày, Anne và George đã bị xét xử riêng biệt trong Tháp Luân Đôn trước 27 công khanh quý tộc. Tuyên bố bản án cho thấy, Anne bị kết tội ngoại tình, loạn luân và phản quốc. Dựa theo Điều luật phản loạn dưới thời Edward III, ngoại tình trong trường hợp Vương hậu phạm phải cũng bị tính là phản quốc, và hình phạt sẽ là 「hanging, drawing and quartering」 dành cho nam và thiêu sống dành cho nữ. Tuy vậy, bản cáo trạng ngoại tình có kèm loạn luân, trở thành điểm xem xét đến vấn đề đạo đức nhân phẩm của bị cáo Anne Boleyn. Một cáo trạng khác của Anne Boleyn dính líu đến ngoại tình chính là âm mưu đầu độc nhà vua, để sau đó bà có thể cưới Henry Norris. Đây được xem là tội trạng chí mạng nhất trong hạng mục "ngoại tình" của Anne Boleyn khi công bố, cũng là tội yêu cầu xử tử chiếu theo luật lệ. Đồng loạt 27 công khanh đều phán Anne có tội, trong đó có người cậu của Anne là ngài Công tước xứ Norfolk, và Henry Percy, bây giờ đã là Bá tước xứ Northumberland. Sau khi tuyên án Anne Boleyn có tội, Percy đã ngã quỵ xuống và phải nhờ người dìu mình đi. Ông qua đời 8 tháng sau mà không có người thừa kế. Tước vị Bá tước Northumberland của Henry Percy sau đó được kế thừa bởi người cháu, Thomas Percy.
Ngày 14 tháng 5 năm ấy, Anne Boleyn bị Henry VIII tuyên bố hủy hôn, 「"Annulment"」, như khi xưa ông làm với Catalina của Aragón. Kết án rằng Anne Boleyn sẽ bị chém đầu thay vì thiêu sống, còn em trai của Anne là George, cùng các "tình nhân" của Anne gồm Sir Francis Weston, Sir William Brereton và Mark Smeaton cũng đều bị hình phạt hanging, drawing and quartering đã tuyên bố ở trên.

### Phân tích
Căn cứ "Rethinking the Fall of Anne Boleyn" của Greg Walker, có 3 thứ chí mạng nhất khiến Anne Boleyn rơi đài và sau cùng là bị chém đầu. Cả ba đều có liên quan đến phong cách tán tỉnh được gọi là 「"Courtly love"」 ở phương Tây:
- Mark Smeaton;
- Lời nói thiếu thận trọng của Anne Boleyn với Sir Henry Norris;
- Lời đùa giỡn về nhà vua;

Đối với "Mark Smeaton", đây là thành phần mấu chốt nhất khiến vụ án của Anne Boleyn được khởi động. Nguyên lai, Mark Smeaton là một nhạc công tiềm năng được đưa vào vòng tròn Quản hộ của Anne Boleyn. Thông thường, rất nhiều người cho rằng Mark Smeaton bị Thomas Cromwell tra tấn và bị buộc phải khai ra mình "ngoại tình" với Vương hậu và chỉ ra thêm những người khác, tuy nhiên những nghiên cứu gần đây cho nhiều băn khoăn. Khi bị bắt vào Tháp Luân Đôn, vào lúc cần lấy lời khai, Anne Boleyn đã nói về Smeaton rằng:「"Nhưng hắn ta chưa bao giờ ở trong phòng của ta, mà chỉ ở Winchester"」. Khi Anne sai Smeaton chơi đàn Virginals, bà tiếp tục thuật lại:「"Cho nên ta chưa bao giờ nói chuyện với hắn trước đây. Trừ vào ngày thứ bảy trước đầu tháng 5, khi đó ta thấy hắn đứng gần cửa sổ tròn trong phòng của ta. Và ra đã hỏi hắn vì sao lại trông buồn rượi như vậy, hắn trả lời không có chuyện gì"」. Sau đó Anne tiếp tục tường thuật lại, rằng mình đã nói với Smeaton rằng:「"Ta hi vọng ngươi không trông mong ta đối đáp ngươi như một quý ông, bởi vì ngươi thực tế là một kẻ dưới"」, theo đó Smeaton đáp:「"Không không, thưa Đức bà, chỉ một cái nhìn của bà cũng đủ cho tôi rồi. Thành thực cầu phúc cho Đức bà"」. Khi nhìn những lời khai này, Walker chỉ ra Smeaton rất có thể có động tâm với Anne, hay tệ hơn, Smeaton có một chứng ám ảnh với Anne nhưng qua cuộc trò chuyện có phần xa cách này, càng làm Smeaton suy sụp dẫn đến chỉ 24 giờ sau đó Smeaton liền thừa nhận "ngoại tình" với Anne như một dạng trả thù cho bà. Sự việc với Mark Smeaton, có thể cho thấy Anne Boleyn có vấn đề về giao tiếp với những người khác trong thời gian này, có lẽ do khi ấy bà đã cảm thấy nguy cơ vì nhận thấy nhà vua có ý thay thế mình bằng Jane Seymour. Vừa sẩy thai, chỉ kịp hồi phục trong thời gian ngắn và chứng kiến nhà vua có tình nhân, những điều này hẳn đã khiến Anne Boleyn bị áp lực, và sự "thất thường" này của bà không chỉ thể hiện đối với Mark Smeaton, mà còn ở những vấn đề khác bên dưới.
Nhân tố khác và chí mạng nhất trong vụ án của Anne Boleyn chính là "Sir Henry Norris", vì những lời tán tỉnh giữa Anne và Norris được ghi lại. Hồ sơ vụ án Anne và Norris chép lại rằng, vào ngày 29 tháng 4 năm ấy, tức chỉ 3 ngày trước khi Anne Boleyn bị bắt giữ vào Tháp Luân Đôn, bà đã cùng Norris có một cuộc trò chuyện. Vào lúc đó, Norris là một người góa vợ và có ý với họ hàng của Anne là Madge Shelton. Vào lúc Anne dò hỏi sao Norris tốn thời gian không hỏi cưới Madge, Norris đáp lại sẽ tốn khá nhiều thời gian để ra quyết định, thế là Anne đáp lại:「"You look for dead men's shoes, for if aught came to the King but good, you would look to have me"」, câu nói này của Anne là một dạng lời tán tỉnh, ám chỉ Norris chậm trễ cưới Madge là vì ông yêu thích Anne và chờ khi Henry VIII chết thì sẽ cưới bà. Thế là Norris hoảng hốt, đáp lại:「"Thần hoàn toàn không có, nếu có ý nghĩ đó thì thần xứng đáng bị chém đầu!"」. Thời xưa, nghệ thuật tán tỉnh hay "Courtly love" là một dạng giao tiếp nam nữ với hình thức tăng tương tác, trong đó có một đề tài Vương hậu hay Nữ vương trêu ghẹo nam cận thần, vỗ về họ vào trạng thái "Thích thú và yêu mến" dành cho nữ chủ nhân. Tuy nhiên thảm họa xảy đến cho Anne Boleyn khi đề cập đến cái chết của nhà vua - một thứ rất rất dễ bị xét thành tội phản quốc.
Dựa trên câu chuyện được đề cập, từng có nhiều ý kiến thực chất Anne Boleyn cùng Sir Henry Norris đang yêu nhau, và họ có ý chờ Henry VIII chết để đến với nhau. Theo Walker, và G W Bernard trong "The Fall of Anne Boleyn", Đặc sứ Thánh chế La Mã là Eustace Chapuys đã báo cáo Norris là cha đẻ của công chúa Elizabeth, đồng thời dẫn theo báo cáo từ William Kingston, cho rằng Anne Boleyn cùng Sir Henry Norris có quan hệ riêng tư. Theo như Kingston, Anne đã đáp về mối quan hệ với Norris rằng:「"I can say no more but nay withyowt I shud oppen my body and ther with opynd her gown adding O Norres hast thow accused me, thow ar in the towre with me, and thou and I shall dy together"」. Bên cạnh đó, Bernad cũng đưa ra lời thú tội của Sir Francis Weston, rằng Norris thường xuyên ra vào phòng ngủ của Vương hậu, hơn là với vị hôn thê Madge. Theo báo cáo của Kingston, Anne Boleyn cũng thừa nhận việc mình chọc ghẹo Norris khi mãi không thấy ông này cưới họ hàng Madge của mình như dự tính. Theo nữ sử gia Lucy Worsley trong bộ phim tài liệu Six wives with Lucy Worsley, đây dường như là kết quả sau khi Anne Boleyn nhận thấy mình bị đe dọa bởi sự xuất hiện của Jane Seymour, và trong khoảng thời gian "căng thẳng" này, bà đã thiếu thận trọng, như cuộc tán gẫu với Norris là kết quả. Về vấn đề này, Bernard có nhận định cả hai hẳn là đang yêu nhau, nhưng Walker lại cho rằng điều nhận định của Bernard hoàn toàn không đủ chứng cứ, mà những gì Anne Boleyn thể hiện trong cuộc trò chuyện với Norris chỉ là những câu đùa cợt. Tuy vậy, Walker cũng không phủ nhận những câu nói này của Anne Boleyn đã đi quá xa, ông nói:
| “                                                                 | What is clear is that Anne had gone too far... In moving from the kind of abstracted conventional language that characterised the masquerade of courtly love to the pragmatics of "what if...?" – still more obviously when that "what if...?" involved speaking the unspeakable, "What if the king should die?" – Anne had transgressed the boundaries of both courtly etiquette and political safety. For even "imagining" the death of the king was high treason. . Điều rõ ràng chúng ta thấy được, Anne đã đi quá xa... Đặc biệt là việc biến đổi những từ ngữ lơ đãng không thực trong ngôn ngữ, biểu trưng của nghệ thuật 'courtly love', thành một dạng câu hỏi mang tính xác thực "what if...?" (for if), và rõ ràng "what if...?" là một dạng cách nói giả dụ mà nội dung của mệnh đề không tiện hoặc bị cấm đề cập. Thế là "What if the King should die?" - câu nói này của Anne đã vi phạm giới hạn của nghệ thuật 'courtly love' lẫn chính trị. Mà ở đây, chính là dám "tưởng tượng" về cái chết của nhà vua, một thứ có đủ lý do bị gán vào tội tạo phản. | ” |
| — Lời của Greg Walker, trong "Rethinking the Fall of Anne Boleyn" | |   |

Sau đó, Anne Boleyn cũng nhận thức chuyện này, bà còn nói Norris đến gặp Thầy tu xưng tội của mình là John Skyp để xác nhận Anne là "Một người phụ nữ tử tế", như một dạng cố gắng xóa bỏ cuộc tán gẫu trên. Tuy nhiên theo Walker thì đây càng là một sai lầm, Anne chỉ nên đơn giản là quên đi những lời đó hơn là để Norris xưng tội, vì như thế trông càng khả nghi hơn. Theo lời nhà thần học Alexander Alesius thuật lại cho Nữ vương Elizabeth I, vào ngày 30 tháng 4 năm đó, tức sau 1 ngày cuộc tán gẫu ở trên phát sinh, ông đã chứng kiến hai vợ chồng này lâm vào tình huống căng thẳng:
| “                                                                               | Never shall I forget the sorrow which I felt when I saw the most serene queen, your most religious mother, carrying you, still a little baby, in her arms and entreating the most serene king, your father, in Greenwich Palace, from the open window of which he was looking into the courtyard, when she brought you to him. I did not perfectly understand what had been going on, but the faces and gestures of the speakers plainly showed that the king was angry, although he could conceal his anger wonderfully well. Tôi chưa bao giờ quên sự đau buồn của ngày hôm ấy, khi tôi thấy Đức Vương hậu, mẹ của Ngài, ôm Ngài khi ấy vẫn còn là một đứa bé và cầu khẩn Đức vua, cha của Ngài, tại Cung điện Greenwich. Khi đó Đức vua đang ở bên cửa sổ, trông ra sân vườn và bên cạnh là mẹ của Ngài đang ôm Ngài đến trình diện ông. Tôi không hiểu những gì đang xảy ra, nhưng khuôn mặt và hành động của hai người cho thấy Đức vua đã rất tức giận, mặc dù bình thường ông ấy vẫn rất hoàn hảo che đậy những cảm xúc tiêu cực này. | ” |
| — Lời của Alexander Alesius với Elizabeth I, thuật lại ngày 30 tháng 4 năm 1536 | |   |

Vấn đề tiếp theo chính là những lời chọc ghẹo đồn đãi do chính Anne Boleyn nói ra. Trong tiến trình điều tra, hồ sơ ghi lại rằng Anne Boleyn rất hay đùa với cận thần trong Quản hộ gia của mình là nhà vua có những bước nhảy khá tệ và phong cách ăn mặc không đẹp mắt. Bà còn nói với em dâu là Jane Parker, Lady Rochford rằng:「"Nestoit habile en cas de soy copuler avec femme et qu'il navoit ne vertu ne puissance"」, hay cho dễ hiểu, nhà vua "Yếu sinh lý" và "Không đủ khả năng". Em trai của Anne là Lord Rochford (tức George Boleyn - Tử tước Rochford), thậm chí còn đùa rằng công chúa Elizabeth có thể không phải là con của nhà vua. Và theo Walker, câu đùa này của Anne cùng George là một trong những lý do khiến cả hai bị tố là loạn luân. Cũng như Walker kết luận trong vấn đề này, những cáo buộc của Anne Boleyn đều là những làn khói không rõ ràng, nhưng chính những thứ này càng trở nên nguy hiểm. Và khi lời thú tội của Mark Smeaton truyền đến, những làn khói này còn được đóng giữ thành một lớp xi măng, nện thẳng vào cuộc đời Anne Boleyn. Bà không bị kết tội vì những gì mình làm, mà là những gì mình đã nói. Trong đó rõ ràng hơn hết là những lời hết sức thiếu ý tứ trong việc đùa giỡn cái chết của nhà vua với Henry Norris - một thứ cực kỳ nguy hiểm.

## Cái chết

### Vài giờ trước khi hành hình

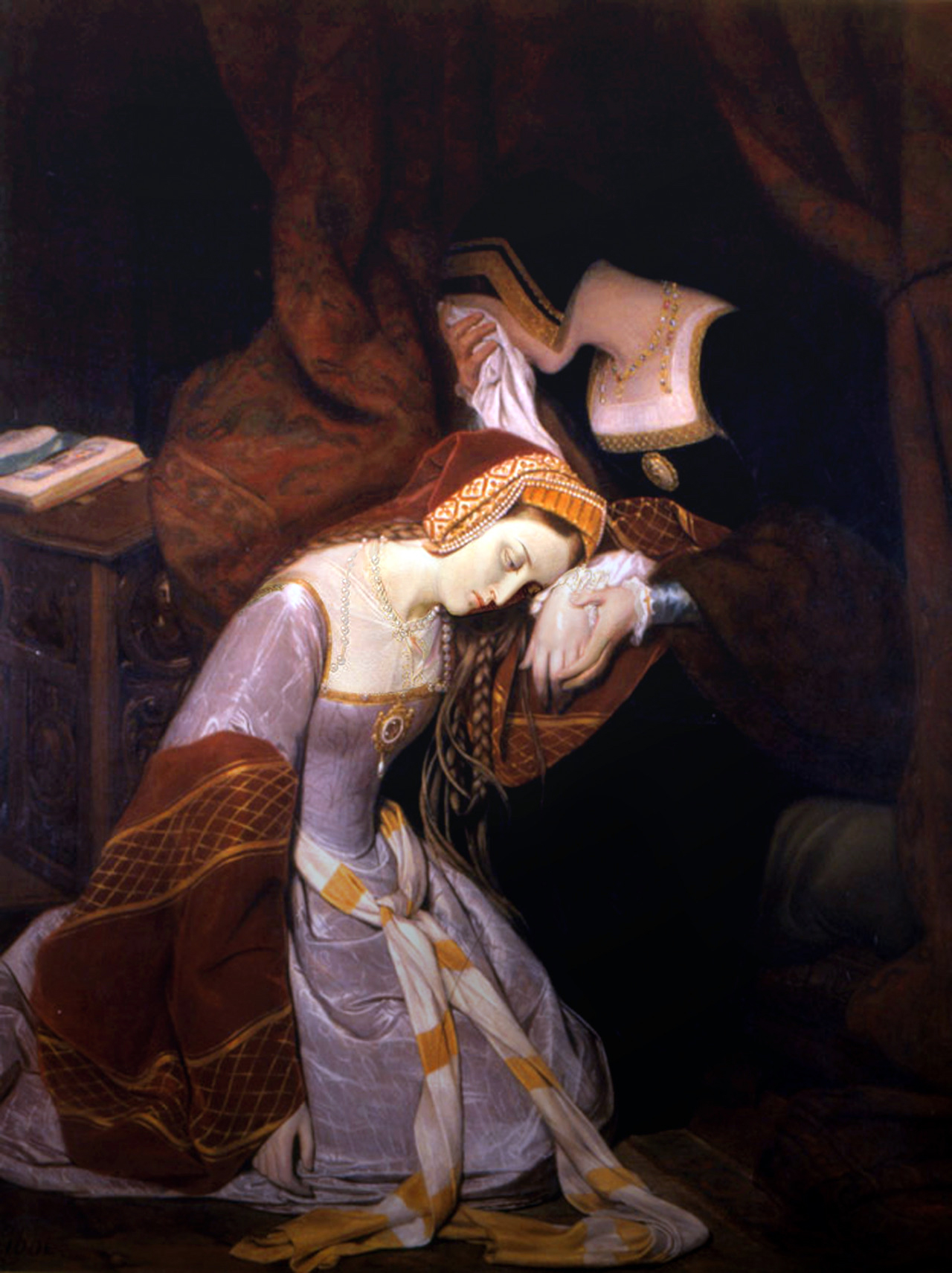
Anne Boleyn trong Tháp Luân Đôn, vẽ bởi Edouard Cibot.

Mặc dù những cáo buộc rất chóng vánh và không thuyết phục, Anne Boleyn và George vẫn bị tuyên bố có tội và xử tử hình. George và những người khác bị xử tử vào ngày 17 tháng 5 năm ấy, trong khi Anne phải chờ 2 ngày sau.
Giám ngục Tháp Luân Đôn là William Kingston, đã thuật lại rằng Anne Boleyn có vẻ rất vui và thanh thản khi đón nhận cái chết. Vua Henry VIII quyết định rằng Anne thay vì bị xử tử bởi một cái rìu, bà sẽ được đặc ân bị chém đầu bởi một thanh kiếm như một Quân vương, với một chuyên gia xử chém bằng kiếm được gọi từ Saint-Omer, Pas-de-Calais ở nước Pháp.
Sáng ngày 19 tháng 5 năm 1536, Kingston viết lại:
| “                                                              | Sáng hôm nay, bà ấy gửi lời mời đến tôi, hi vọng tôi có thể cùng bà ấy nhận chỉ thị từ đức Tối cao, với mục đích tẩy rửa và xám hối cho tâm hồn của bà. Và khi gửi lời mời cho tôi, bà trông thấy tôi và nói:"Ngài Kingston, tôi nghe nói cuộc hành hình sẽ diễn ra sau buổi trưa. Tôi cảm thấy tiếc, vì đã không thể kết thúc cuộc đời mình ngay lúc này, để có thể trải qua nỗi đau". Tôi nói với bà rằng sẽ không có đau đớn gì cả, nó diễn ra rất nhanh chóng. Thế rồi bà nói:"Tôi nghe nói người đao phủ này rất điêu luyện. Nhưng có lẽ cổ của tôi khá là bé", nói đoạn, bà đặt hai bàn tay của mình bao lấy phần cổ và cười rất thích thú. Tôi đã từng gặp những người đàn ông, có cả phụ nữ, khi đối diện trước cái chết của mình thì đều luôn mang một màu tang thương. Thế mà quý bà này đây lại rất thản nhiên | ” |
| — William Kingston - chứng kiến giây phút cuối của Anne Boleyn | |   |

Việc cái chết đến với bà chậm rãi dường như khiến bà cảm thấy buồn bực. Bài thơ O Death Rock Me Asleep được lưu truyền trong dân gian được cho là do chính Anne Boleyn sáng tác trong khi chờ đợi phiên xử tử của mình. Bài thơ thể hiện rõ sự buồn phiền khi không thể chết nhanh để không phải chịu thêm đau đớn nữa. Trước lúc bình minh, Anne gọi Kingston để cùng bà niệm Thánh lễ. Dưới sự chứng kiến của Kingston, Anne Boleyn thú nhận với bí tích thiêng liêng rằng bà chưa từng một lần phản bội nhà vua. bà lặp đi lặp lại lời thề này trước và sau khi thực hiện nghi thức tiệc Thánh.

### Lời nói cuối cùng
Ngày hành hình diễn ra, theo sử gia Eric Ives, Anne Boleyn được đưa lên trước đoạn đầu đài tại Tháp Trắng trong quần thể Tháp Luân Đôn, nay là khu vực đằng trước của Waterloo Barracks. Anne được tả là mặc một chiếc váy lót màu đỏ, một áo khoác vai có đính lông thú và hạt đá quý. Bà được hộ tống bởi 2 vị Thị tùng đã theo mình vào Tháp Luân Đôn, Elizabeth Boleyn và Mary Kingston. Bà bắt đầu đi từ khu vực Queen's House đến đoạn đầu đài, dáng vẻ hết sức "gian tà" và không có vẻ gì là đi đến chỗ chết.
Sau đó, Anne Boleyn bước lên bục đoạn đầu đài và nói một bài diễn văn ngắn được lưu lại đến ngày nay:
Good Christian people, I am come hither to die, for according to the law, and by the law I am judged to die, and therefore I will speak nothing against it. I am come hither to accuse no man, nor to speak anything of that, whereof I am accused and condemned to die, but I pray God save the king and send him long to reign over you, for a gentler nor a more merciful prince was there never: and to me he was ever a good, a gentle and sovereign lord. And if any person will meddle of my cause, I require them to judge the best. And thus I take my leave of the world and of you all, and I heartily desire you all to pray for me. O Lord have mercy on me, to God I commend my soul.
.
Hỡi những giáo dân lương thiện,
Ta đến đây để chết vì phạm vào luật lệ, và luật lệ phán ta có tội và phải bị xử tử, do vậy ta không có lời nào để chống đối cả. Ta đến đây không phải để phán xét bất kỳ ai, cũng không muốn nói đến chuyện này. Và dù ta bị kết án tử hình, nhưng xin Chúa hãy phù hộ đức Vua, ban cho ngài sức sống để ngài có thể trị vì mãi mãi, trở thành vị Vua tốt và nhân từ nhất mà thế gian này có được. Và đối với ta, đức Vua là một người hiền dịu, tốt bụng và uy quyền nhất mà ta từng biết đến. Và nếu bất kỳ ai có nhìn nhận về ta, thì ta hi vọng người ấy sẽ có sự khôn ngoan nhất để đưa ra lời phán xét.

Và cuối cùng, ta rời khỏi thế gian này và rời xa các người, ta thành thật mong các người hãy cầu nguyện và phù hộ ta. Ơn Chúa đã ban ân huệ cho con, ơn Chúa con xin dâng linh hồn cho người!
Lời nguyện văn này của Anne Boleyn được tìm thấy trong Foxe's Book of Martyrs của John Foxe, và gần như chính xác trong bản nghiên cứu của sử gia Eric Ives. Sau 2 tuần từ cái chết của Anne Boleyn, một người Pháp là Lancelot de Carle đã tường thuật lại lời nguyện cuối cùng của bà, và nó rất ảnh hưởng công chúng:
She gracefully addressed the people from the scaffold with a voice somewhat overcome by weakness, but which gathered strength as she went on. She begged her hearers to forgive her if she had not used them all with becoming gentleness, and asked for their prayers. It was needless, she said, to relate why she was there, but she prayed the Judge of all the world to have compassion on those who had condemned her, and she begged them to pray for the King, in whom she had always found great kindness, fear of God, and love of his subjects. The spectators could not refrain from tears.
.

Bà ấy nói với đám đông đứng trước mặt mình bằng phong thái rất trang nhã, giọng nói của bà bị xáo trộn bởi xúc động, nhưng cũng nhanh chóng lấy lại được sự bình tĩnh mà tiếp tục. Bà ấy cầu xin sự tha thứ của mọi người, nếu có ai từng bị bà đối xử không tốt, và mong mọi người cầu nguyện cho bà. Cuối cùng, bà nói rằng rất thừa thải khi đề cập lý do mà mình ở đây, nhưng bà cầu xin thánh Công lý có lòng thương đối với những ai đã xử bà có tội. Và bà cầu xin mọi người phù hộ đức Vua, người mà bà luôn thấy hết sức dịu dàng, tận tụy với Chúa và yêu thương thần dân của mình. Người xem khi ấy không thể cầm nổi nước mắt

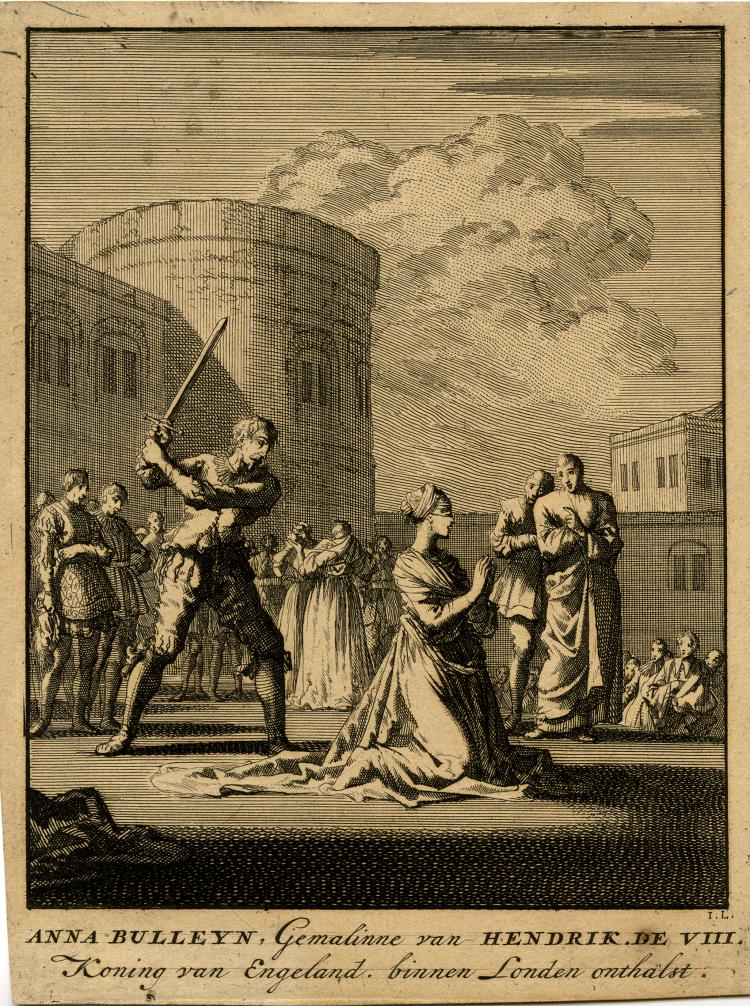
Buổi tử hình Anne Boleyn, vẽ bởi Jan Luyken, khoảng năm 1664 và 1712.

Lancelot de Carle, trợ lý cho đại sứ Pháp là Antoine de Castelnau, đã có mặt ở Luân Đôn vào tháng 5 năm 1536, cũng là một trong những nhân chứng Anne Boleyn bị tử hình. Tất cả nhân chứng đều có chung một ghi nhận về lời nguyện văn của Anne Boleyn, điều này được nhận xét là để bảo vệ con gái bà, Elizabeth, cùng gia đình nhà Boleyn. Nhưng thiết yếu nhất, Anne Boleyn cuối cùng vẫn không thừa nhận mình đã có tội, cũng như gián tiếp nói rõ việc phán quyết cuối cùng của mình có nhiều sự lấp liếm.

### Xử tử và an táng
Khi chuẩn bị hành hình, Anne Boleyn cởi áo khoác lông của mình ra, gỡ mũ đội của mình xuống, và bà xuất hiện với hình thái tóc đã được bới gọn dưới một cái mũ lót màu trắng, là dạng mũ [Coif] của người Châu Âu. Sau khi từ biệt hai vị Thị tùng đang khóc thương cho bà, Anne Boleyn được một người đeo dây bịt mắt mình lại, quỳ xuống với tư thế thẳng đứng, một kiểu dáng hành hình theo lối Pháp. Lời nguyện thề xám hối của bà được lặp đi lặp lại bằng câu: [ "Jesu receive my soul; O Lord God have pity on my soul"].
Buổi hành hình kết thúc sau 1 cú chém gọn. Chứng kiến việc này gồm Thomas Cromwell, Charles Brandon, Công tước thứ 1 xứ Suffolk, Henry FitzRoy, Thị trưởng Luân Đôn cùng các Quận trưởng, và vô số những người đại diện trong cơ quan triều đình. Hầu hết thành viên trong Họi đồng Cơ mật của nhà vua cũng hiện diện. Cranmer, lúc đó đang ở Lambeth, đã quỵ xuống và khóc khi nghe tin Anne Boleyn bị xử tử, ông nói:["Bà ấy, người từng là Vương hậu của Anh, bây giờ là Vương hậu ở thiên đàng"]. Khi Anne bị xét xử, chính Crammer cũng là người duy nhất thấy bà không có tội và ngạc nhiên trước quyết định muốn xử tử bà của Vua Henry. Dù vậy, Cranmer cảm thấy có thể bị liên lụy vì ủng hộ Anne, do đó ngay trước đêm hành hình, ông đã thông qua việc hủy hôn giữa nhà vua và Anne.
Xác của bà được táng vào một mộ phần vô danh trong Nhà thờ St Peter ad Vincula tại Tháp Luân Đôn.

## Di sản

### Hình tượng trong dân gian

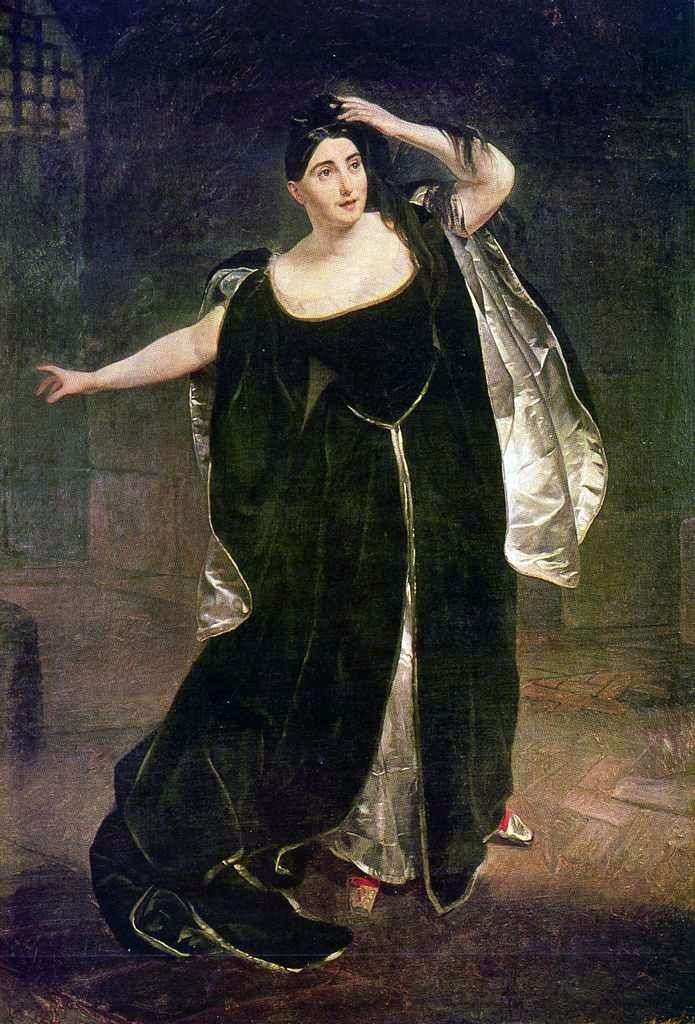
Nữ diễn viên opera Giuditta Pasta thủ vai Anne Boleyn trong vở nhạc kịch nổi tiếng Anna Bolena.

Nicholas Sander, một người Công giáo sinh vào khoảng năm 1530, đã vô cùng muốn phế truất Nữ vương Elizabeth để thiết lập lại Công giáo trên lãnh thổ Anh. Và trong cuốn De Origine ac Progressu schismatis Anglicani của mình, ông đã miêu tả Anne Boleyn có 6 ngón tay, trở thành tài liệu xưa nhất mô tả Anne với hình dạng này, đây được xem là một dạng ác quỷ hóa Anne vào thời kỳ ấy, do hình tượng nhân dạng học cho rằng có 6 ngón tay tương đương với quỷ dữ. Tuy nhiên, khi cuộc khám nghiệm diễn ra năm 1876, thân thể thật của Anne Boleyn không có bất kỳ dị dạng nào, và được xác nhận là tao nhã, với ngón tay thanh thoát.
Trong khi đó, Anne Boleyn được mô tả trong các tư liệu đương thời với dung mạo xinh đẹp, thông minh và có khiếu về nghệ thuật. Bà cũng được thuật lại là có tính cách rất cứng đầu, thường xuyên tranh cãi với Vua Henry trong nhiều phương diện. Nhà sử học Eric Ives đánh giá sự phức tạp trong tính cách của Anne Boleyn như sau:
| “                                       | Đối với chúng tôi, [Anne] có tính cách khá mâu thuẫn. Sùng đạo nhưng dữ dội, tính toán nhưng lại giàu tình cảm, có sự mềm dẻo của một quan thần nhưng cũng có sự cứng rắn của một chính trị gia. Nhưng đó là bản thân bà, hoặc ít nhất là những gì bà thể hiện thông qua những chứng cứ còn sót lại? Những gì bên trong thực sự của bà, những gì bà nghĩ và tư duy, chúng ta vĩnh viễn không bao giờ có thể biết rõ. Dù sao đi nữa thì, những gì trải qua hơn trăm năm và hiện diện trước chúng ta là một người phụ nữ có sức quyến rũ lạ kỳ cho những người ở thế kỉ 21 như chúng ta: Một người phụ nữ tự cường tự lập, với những mối quan hệ ngoại giao độc lập trong thế giới của đám đàn ông. Một người phụ nữ vận dụng học thức, phong thái và vẻ đẹp của mình để biến sự bất lợi về giới tính trở thành điểm lợi hợi nhất. Với chỉ dáng vẻ yêu kiều của mình, bà đã khiến một triều đại và một vị vua bước vào cơn bão xoáy dữ dội. Và có lẽ cuối cùng, sự nhìn nhận của Thomas Cromwell đã nói đúng nhất về bà: thông minh, nghị lực và quả cảm. | ” |
| — Nhận xét của Eric Ives về Anne Boleyn | |   |

Sau khi con gái bà là Elizabeth trở thành Nữ vương, Anne Boleyn sau đó được kính trọng như một người tử vì đạo, trở thành nữ anh hùng trong Cuộc cải cách Anh. Đặc biệt nhất, qua đánh giá của John Foxe, Anne Boleyn đã cứu nước Anh khỏi những lũ ác quỷ từ Giáo hội Công giáo La Mã, và Chúa đã chứng minh sự vô tội của bà bằng việc để Elizabeth trở thành Nữ vương của nước Anh. Một ví dụ cho thấy Anne Boleyn có ảnh hưởng trực tiếp đến sự cải cách tôn giáo ở Anh, là Alexander Ales mô tả Nữ vương Elizabeth như "Những Giám mục phái Phúc Âm, tôn thờ Thánh mẫu thiên liêng được bổ nhiệm từ những học giả tinh khuyết nhất của chủ nghĩa học thuyết".
Truyền thuyết cũng lan truyền rất nhiều tin đồn về Anne Boleyn sau khi bà qua đời. Nổi tiếng nhất phải kể đến lời đồn bà được chôn cất ở Nhà thờ Salle tại Norfolk, ngay dưới phiến đá vốn là mộ của tổ tiên bà. Cơ thể của bà sau khi bị chém đầu, được đồn là đã đưa tới một nhà thờ nhỏ tại Essex, khi người ta đang bí mật đưa xác bà đến Norfolk. Có tin đồn khác rằng, quả tim của bà, theo như thỉnh cầu trước khi chết, được chôn ở Erwarton, Suffolk bởi người họ hàng, Sir Philip Parker. Tại Sicilia vào thế kỉ 18, người dân tin rằng Anne Boleyn vì đã biến Henry VIII thành kẻ dị giáo, đã bị kết án thiêu sống vĩnh viễn trong Núi Etna. Đây cũng là một câu chuyện thu hút du khách hiện đại. Bên cạnh đó, vô số người tin Anne Boleyn đã trở thành ma không đầu tại Lâu đài Hever, Blickling Hall, Nhà thờ Salle, Tháp Luân Đôn,... Việc bà hiện hồn nổi tiếng nhất là thông qua câu chuyện của nhà ngoại cảm Hans Holzer. Năm 1864, khi tham quan Tháp Luân Đôn, Hans Holzer trông ra cửa sổ, chỗ phòng giam của Anne Boleyn khi xưa có một người lính hành vi kì lạ. Và Holzer đã trông thấy một bóng mờ trắng trườn tới chỗ người lính gác, chỉ khi người lính chọt lưỡi lê lên thì ngất xỉu.

### Văn hóa đại chúng

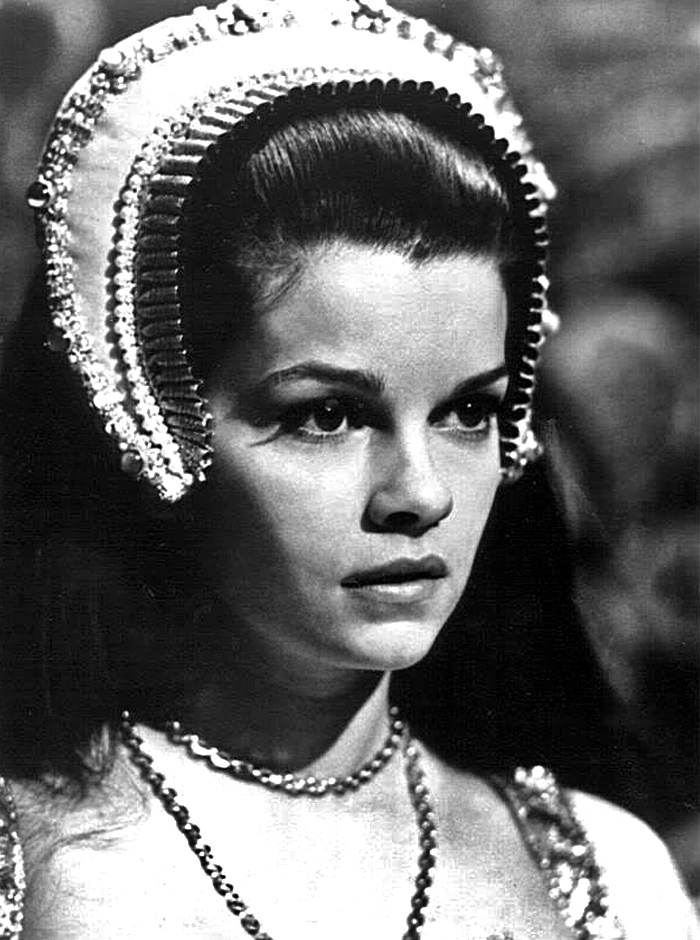
Nữ diễn viên Geneviève Bujold trong phim Anne of the Thousand Days.

Qua nhiều thế kỉ, Anne Boleyn là nguồn cảm hứng trong nghệ thuật như phim ảnh, tranh ảnh và tiểu thuyết. Hình ảnh điển hình của Anne Boleyn vào thế kỉ 18 và thế kỉ 19, cho thấy Anne là một người thông minh, nhân hậu, sau bị chính người chồng là Henry VIII hủy hoại và kết thúc trong bi kịch. Một nghiên cứu hàn lâm của Elizabeth Benger về Anne Boleyn cho thấy bà là một người phụ nữ đáng tán dương, theo đó một loạt các nhà văn và tiểu thuyết gia cũng lý tưởng hóa Anne, như Maxwell Anderson, Jane Austen, Agnes Strickland và Jean Plaidy. Bộ phim từng được đề cử và thắng giải Oscar, Anne of the Thousand Days, đã dựa vào những lý tưởng này về Anne để xây dựng nên bà.
Sang nửa thế kỉ 20, Anne Boleyn lại được nhận xét là tham vọng và thủ đoạn, có vai trò chủ động trong việc can dự triều đình của Vua Henry VIII. Chính những phát hiện này đã khiến việc nghiên cứu lại cuộc đời Anne Boleyn diễn ra, đáng kể nhất là hai công trình nghiên cứu toàn diện của nhà sử học người Anh là Eric Ives. Thứ đến là các công trình nghiên cứu về Anne của David Starkey, phương diện của Starkey lại tập trung về sự ảnh hưởng của Anne đến cuộc Cải cách tôn giáo ở Anh vào thời điểm đó, chỉ ra bà đã có vị trí quan trọng và là một nhà bảo trợ cho luồng tư tưởng tôn giáo mới vào lúc ấy tại Anh. Cả hai đều cho rằng, những tư tưởng cá nhân của Anne đã xung khắc với Cromwell, dẫn đến việc bà bị hạ bệ và xử tử, chứ không đơn giản chỉ vì không sinh ra được người thừa kế cho Henry VIII. Qua những nghiên cứu này, sự tôn trọng dành cho Anne Boleyn trở nên lớn hơn, dù đã không còn nhiều cái nhìn màu hồng, cho rằng Anne là một người ngây thơ trong bi kịch nữa. Những sử gia hoặc nhà báo như John Guy và Diarmaid MacCulloch dành cho bà sự tôn trọng đáng kể. Sau đó, nhiều tiểu thuyết hay nghiên cứu về sau có xu hướng khắc họa Anne có phần phản diện, như tiểu thuyết bán chạy The Other Boleyn Girl của Philippa Gregory, Doomed Queen Anne của Carolyn Meyer hay loạt Wolf Hall của Hilary Mantel... Đặc biệt nhất là nhà sử học Anh là Alison Weir, qua những nghiên cứu và bằng chứng, cho thấy Anne Boleyn đơn thuần là tham vọng và gánh hậu quả xứng đáng.
Nhiều nữ diễn viên nổi tiếng thế giới từng diễn Anne Boleyn, như Geneviève Bujold trong Anne of the Thousand Days, sau đó bà đã giành một Giải Quả cầu vàng và một đề cử cho giải Oscar cho vai diễn xuất thần này. Tiếp đó, Dame Dorothy Tutin trong The Six Wives of Henry VIII, Charlotte Rampling trong Henry VIII and His Six Wives, Vanessa Redgrave trong A Man for All Seasons, Helena Bonham Carter trong Henry VIII, Natalie Dormer trong The Tudors, Natalie Portman trong The Other Boleyn Girl và gần đây trên màn ảnh xuất hiện Claire Foy trong bộ phim Wolf Hall,... đều thể hiện những khía cạnh và tính cách khác nhau của Anne Boleyn. Trên phương diện sân khấu, không ít vở opera sáng tác dựa trên cuộc đời Anne Boleyn, được nhiều nữ diễn viên nổi tiếng thể hiện, như Clara Kimball Young, Merle Oberon, Dame Joan Sutherland. Như vở kịch The Winter's Tale của William Shakespeare được tin là lấy cảm hứng từ cuộc đời của Anne Boleyn. Ngoài ra, vở nhạc kịch opera nổi tiếng mang tên Anna Bolena cũng lấy cảm hứng từ cuộc đời bà.
Những bài hát cận hiện đại cũng lấy cảm hứng hình ảnh từ Anne Boleyn. Bài hát rùng rợn hài hước With Her Head Tucked Underneath Her Arm do Stanley Holloway trình bày, dựa vào thích hiện tượng lời đồn hồn ma Anne Boleyn ám Tháp Luân Đôn, hồn ma Anne luôn tìm cách trả thù Henry VIII. Nhạc sĩ người Anh là Rick Wakeman cũng làm hẳn một album mang tên The Six Wives of Henry VIII, phần nhạc thứ 5 mang tên bà. Nghệ sĩ nổi tiếng Cat Stevens cũng có một bài hát tên "Ghost Town" trong album năm 1974 là Buddha and the Chocolate Box,....

## Tổ tiên
| \| \| \| \| \| \| \| \| \| \| \| \| \| \| 16. Geofrey Boleyn \| \| \| \| \| \| \| \| \| \| \| \| \| \| \| \| \| \| \| \| \| \| \| \| \| \| \| \| \| \| \| \| \| \| \| \| \| \| \| \| \| \| \| \| \| \| \| \| \| \| \| \| \| \| \| \| \| \| \| \| 8. Geoffrey Boleyn \| \| \| \| \| \| \| \| \| \| \| \| \| \| \| \| \| \| \| \| \| \| \| \| \| \| \| \| \| \| \| \| \| \| \| \| \| \| \| \| \| \| \| \| \| \| \| \| \| \| \| \| \| \| \| \| \| \| \| \| \| \| \| \| \| \| \| \| \| \| \| \| 17. Alice Bracton \| \| \| \| \| \| \| \| \| \| \| \| \| \| \| \| \| \| \| \| \| \| \| \| \| \| \| \| \| \| \| \| \| \| \| \| \| \| \| \| \| \| \| \| \| \| \| \| \| \| \| \| \| \| \| \| \| \| \| \| \| \| \| \| \| \| \| \| \| \| \| \| 4. William Boleyn \| \| \| \| \| \| \| \| \| \| \| \| \| \| \| \| \| \| \| \| \| \| \| \| \| \| \| \| \| \| \| \| \| \| \| \| \| \| \| \| \| \| \| \| \| \| \| \| \| \| \| \| \| \| \| \| \| \| \| \| \| \| \| \| \| \| \| \| \| \| \| \| 18. Thomas Hoo, Nam tước Hoo và Hastings \| \| \| \| \| \| \| \| \| \| \| \| \| \| \| \| \| \| \| \| \| \| \| \| \| \| \| \| \| \| \| \| \| \| \| \| \| \| \| \| \| \| \| \| \| \| \| \| \| \| \| \| \| \| \| \| \| \| \| \| \| \| \| \| \| \| \| \| \| \| \| \| 9. Anne Hoo \| \| \| \| \| \| \| \| \| \| \| \| \| \| \| \| \| \| \| \| \| \| \| \| \| \| \| \| \| \| \| \| \| \| \| \| \| \| \| \| \| \| \| \| \| \| \| \| \| \| \| \| \| \| \| \| \| \| \| \| \| \| \| \| \| \| \| \| \| \| \| \| 19. Elizabeth Wychingham \| \| \| \| \| \| \| \| \| \| \| \| \| \| \| \| \| \| \| \| \| \| \| \| \| \| \| \| \| \| \| \| \| \| \| \| \| \| \| \| \| \| \| \| \| \| \| \| \| \| \| \| \| \| \| \| \| \| \| \| \| \| \| \| \| \| \| \| \| \| \| \| 2. Thomas Boleyn, Bá tước thứ 1 xứ Wiltshire \| \| \| \| \| \| \| \| \| \| \| \| \| \| \| \| \| \| \| \| \| \| \| \| \| \| \| \| \| \| \| \| \| \| \| \| \| \| \| \| \| \| \| \| \| \| \| \| \| \| \| \| \| \| \| \| \| \| \| \| \| \| \| \| \| \| \| \| \| \| \| \| 20. James Butler, Bá tước thứ 4 xứ Ormond \| \| \| \| \| \| \| \| \| \| \| \| \| \| \| \| \| \| \| \| \| \| \| \| \| \| \| \| \| \| \| \| \| \| \| \| \| \| \| \| \| \| \| \| \| \| \| \| \| \| \| \| \| \| \| \| \| \| \| \| \| \| \| \| \| \| \| \| \| \| \| \| 10. Thomas Butler, Bá tước thứ 7 xứ Ormond \| \| \| \| \| \| \| \| \| \| \| \| \| \| \| \| \| \| \| \| \| \| \| \| \| \| \| \| \| \| \| \| \| \| \| \| \| \| \| \| \| \| \| \| \| \| \| \| \| \| \| \| \| \| \| \| \| \| \| \| \| \| \| \| \| \| \| \| \| \| \| \| 21. Joan de Beauchamp \| \| \| \| \| \| \| \| \| \| \| \| \| \| \| \| \| \| \| \| \| \| \| \| \| \| \| \| \| \| \| \| \| \| \| \| \| \| \| \| \| \| \| \| \| \| \| \| \| \| \| \| \| \| \| \| \| \| \| \| \| \| \| \| \| \| \| \| \| \| \| \| 5. Margaret Butler \| \| \| \| \| \| \| \| \| \| \| \| \| \| \| \| \| \| \| \| \| \| \| \| \| \| \| \| \| \| \| \| \| \| \| \| \| \| \| \| \| \| \| \| \| \| \| \| \| \| \| \| \| \| \| \| \| \| \| \| \| \| \| \| \| \| \| \| \| \| \| \| 22. Richard Hankford \| \| \| \| \| \| \| \| \| \| \| \| \| \| \| \| \| \| \| \| \| \| \| \| \| \| \| \| \| \| \| \| \| \| \| \| \| \| \| \| \| \| \| \| \| \| \| \| \| \| \| \| \| \| \| \| \| \| \| \| \| \| \| \| \| \| \| \| \| \| \| \| 11. Anne Hankford \| \| \| \| \| \| \| \| \| \| \| \| \| \| \| \| \| \| \| \| \| \| \| \| \| \| \| \| \| \| \| \| \| \| \| \| \| \| \| \| \| \| \| \| \| \| \| \| \| \| \| \| \| \| \| \| \| \| \| \| \| \| \| \| \| \| \| \| \| \| \| \| 23. Anne Montagu \| \| \| \| \| \| \| \| \| \| \| \| \| \| \| \| \| \| \| \| \| \| \| \| \| \| \| \| \| \| \| \| \| \| \| \| \| \| \| \| \| \| \| \| \| \| \| \| \| \| \| \| \| \| \| \| \| \| \| \| \| \| \| \| \| \| \| \| \| \| \| \| 1. Anne Boleyn \| \| \| \| \| \| \| \| \| \| \| \| \| \| \| \| \| \| \| \| \| \| \| \| \| \| \| \| \| \| \| \| \| \| \| \| \| \| \| \| \| \| \| \| \| \| \| \| \| \| \| \| \| \| \| \| \| \| \| \| \| \| \| \| \| \| \| \| \| \| \| \| 24. Robert Howard \| \| \| \| \| \| \| \| \| \| \| \| \| \| \| \| \| \| \| \| \| \| \| \| \| \| \| \| \| \| \| \| \| \| \| \| \| \| \| \| \| \| \| \| \| \| \| \| \| \| \| \| \| \| \| \| \| \| \| \| \| \| \| \| \| \| \| \| \| \| \| \| 12. John Howard, Công tước thứ 1 xứ Norfolk \| \| \| \| \| \| \| \| \| \| \| \| \| \| \| \| \| \| \| \| \| \| \| \| \| \| \| \| \| \| \| \| \| \| \| \| \| \| \| \| \| \| \| \| \| \| \| \| \| \| \| \| \| \| \| \| \| \| \| \| \| \| \| \| \| \| \| \| \| \| \| \| 25. Margaret de Mowbray \| \| \| \| \| \| \| \| \| \| \| \| \| \| \| \| \| \| \| \| \| \| \| \| \| \| \| \| \| \| \| \| \| \| \| \| \| \| \| \| \| \| \| \| \| \| \| \| \| \| \| \| \| \| \| \| \| \| \| \| \| \| \| \| \| \| \| \| \| \| \| \| 6. Thomas Howard, Công tước thứ 2 xứ Norfolk \| \| \| \| \| \| \| \| \| \| \| \| \| \| \| \| \| \| \| \| \| \| \| \| \| \| \| \| \| \| \| \| \| \| \| \| \| \| \| \| \| \| \| \| \| \| \| \| \| \| \| \| \| \| \| \| \| \| \| \| \| \| \| \| \| \| \| \| \| \| \| \| 26. William Moleyns \| \| \| \| \| \| \| \| \| \| \| \| \| \| \| \| \| \| \| \| \| \| \| \| \| \| \| \| \| \| \| \| \| \| \| \| \| \| \| \| \| \| \| \| \| \| \| \| \| \| \| \| \| \| \| \| \| \| \| \| \| \| \| \| \| \| \| \| \| \| \| \| 13. Katherine Moleyns \| \| \| \| \| \| \| \| \| \| \| \| \| \| \| \| \| \| \| \| \| \| \| \| \| \| \| \| \| \| \| \| \| \| \| \| \| \| \| \| \| \| \| \| \| \| \| \| \| \| \| \| \| \| \| \| \| \| \| \| \| \| \| \| \| \| \| \| \| \| \| \| 27. Margery Whalesborough \| \| \| \| \| \| \| \| \| \| \| \| \| \| \| \| \| \| \| \| \| \| \| \| \| \| \| \| \| \| \| \| \| \| \| \| \| \| \| \| \| \| \| \| \| \| \| \| \| \| \| \| \| \| \| \| \| \| \| \| \| \| \| \| \| \| \| \| \| \| \| \| 3. Elizabeth Howard \| \| \| \| \| \| \| \| \| \| \| \| \| \| \| \| \| \| \| \| \| \| \| \| \| \| \| \| \| \| \| \| \| \| \| \| \| \| \| \| \| \| \| \| \| \| \| \| \| \| \| \| \| \| \| \| \| \| \| \| \| \| \| \| \| \| \| \| \| \| \| \| 28. Philip Tilney \| \| \| \| \| \| \| \| \| \| \| \| \| \| \| \| \| \| \| \| \| \| \| \| \| \| \| \| \| \| \| \| \| \| \| \| \| \| \| \| \| \| \| \| \| \| \| \| \| \| \| \| \| \| \| \| \| \| \| \| \| \| \| \| \| \| \| \| \| \| \| \| 14. Frederick Tilney \| \| \| \| \| \| \| \| \| \| \| \| \| \| \| \| \| \| \| \| \| \| \| \| \| \| \| \| \| \| \| \| \| \| \| \| \| \| \| \| \| \| \| \| \| \| \| \| \| \| \| \| \| \| \| \| \| \| \| \| \| \| \| \| \| \| \| \| \| \| \| \| 29. Elizabeth Thorpe \| \| \| \| \| \| \| \| \| \| \| \| \| \| \| \| \| \| \| \| \| \| \| \| \| \| \| \| \| \| \| \| \| \| \| \| \| \| \| \| \| \| \| \| \| \| \| \| \| \| \| \| \| \| \| \| \| \| \| \| \| \| \| \| \| \| \| \| \| \| \| \| 7. Elizabeth Tilney \| \| \| \| \| \| \| \| \| \| \| \| \| \| \| \| \| \| \| \| \| \| \| \| \| \| \| \| \| \| \| \| \| \| \| \| \| \| \| \| \| \| \| \| \| \| \| \| \| \| \| \| \| \| \| \| \| \| \| \| \| \| \| \| \| \| \| \| \| \| \| \| 30. Lawrence Cheney \| \| \| \| \| \| \| \| \| \| \| \| \| \| \| \| \| \| \| \| \| \| \| \| \| \| \| \| \| \| \| \| \| \| \| \| \| \| \| \| \| \| \| \| \| \| \| \| \| \| \| \| \| \| \| \| \| \| \| \| \| \| \| \| \| \| \| \| \| \| \| \| 15. Elizabeth Cheney \| \| \| \| \| \| \| \| \| \| \| \| \| \| \| \| \| \| \| \| \| \| \| \| \| \| \| \| \| \| \| \| \| \| \| \| \| \| \| \| \| \| \| \| \| \| \| \| \| \| \| \| \| \| \| \| \| \| \| \| \| \| \| \| \| \| \| \| \| \| \| \| 31. Elizabeth Cockayne \| \| \| \| \| \| \| \| \| \| \| \| \| \| \| \| \| \| \| \| \| \| \| \| \| \| \| \| \| \| \| \| \| \| \| \| \| \| \| \| \| \| \| \| \| \| \| \| \| \| \| \| |                                              |  |  |  |  |  |  |  |  |  |  |  |                    |  |  |  |
| |                                              |  |  |  |  |  |  |  |  |  |  |  | 16. Geofrey Boleyn |  |  |  |
| |                                              |  |  |  |  |  |  |  |  |  |  |  |                    |  |  |  |
| |                                              |  |  |  |  |  |  |  |  |  |  |  |                    |  |  |  |
| |                                              |  |  |  |  |  |  |  |  |  |  |  |                    |  |  |  |
| | 8. Geoffrey Boleyn                           |  |  |  |  |  |  |  |  |  |  |  |                    |  |  |  |
| |                                              |  |  |  |  |  |  |  |  |  |  |  |                    |  |  |  |
| |                                              |  |  |  |  |  |  |  |  |  |  |  |                    |  |  |  |
| |                                              |  |  |  |  |  |  |  |  |  |  |  |                    |  |  |  |
| | 17. Alice Bracton                            |  |  |  |  |  |  |  |  |  |  |  |                    |  |  |  |
| |                                              |  |  |  |  |  |  |  |  |  |  |  |                    |  |  |  |
| |                                              |  |  |  |  |  |  |  |  |  |  |  |                    |  |  |  |
| |                                              |  |  |  |  |  |  |  |  |  |  |  |                    |  |  |  |
| | 4. William Boleyn                            |  |  |  |  |  |  |  |  |  |  |  |                    |  |  |  |
| |                                              |  |  |  |  |  |  |  |  |  |  |  |                    |  |  |  |
| |                                              |  |  |  |  |  |  |  |  |  |  |  |                    |  |  |  |
| |                                              |  |  |  |  |  |  |  |  |  |  |  |                    |  |  |  |
| | 18. Thomas Hoo, Nam tước Hoo và Hastings     |  |  |  |  |  |  |  |  |  |  |  |                    |  |  |  |
| |                                              |  |  |  |  |  |  |  |  |  |  |  |                    |  |  |  |
| |                                              |  |  |  |  |  |  |  |  |  |  |  |                    |  |  |  |
| |                                              |  |  |  |  |  |  |  |  |  |  |  |                    |  |  |  |
| | 9. Anne Hoo                                  |  |  |  |  |  |  |  |  |  |  |  |                    |  |  |  |
| |                                              |  |  |  |  |  |  |  |  |  |  |  |                    |  |  |  |
| |                                              |  |  |  |  |  |  |  |  |  |  |  |                    |  |  |  |
| |                                              |  |  |  |  |  |  |  |  |  |  |  |                    |  |  |  |
| | 19. Elizabeth Wychingham                     |  |  |  |  |  |  |  |  |  |  |  |                    |  |  |  |
| |                                              |  |  |  |  |  |  |  |  |  |  |  |                    |  |  |  |
| |                                              |  |  |  |  |  |  |  |  |  |  |  |                    |  |  |  |
| |                                              |  |  |  |  |  |  |  |  |  |  |  |                    |  |  |  |
| | 2. Thomas Boleyn, Bá tước thứ 1 xứ Wiltshire |  |  |  |  |  |  |  |  |  |  |  |                    |  |  |  |
| |                                              |  |  |  |  |  |  |  |  |  |  |  |                    |  |  |  |
| |                                              |  |  |  |  |  |  |  |  |  |  |  |                    |  |  |  |
| |                                              |  |  |  |  |  |  |  |  |  |  |  |                    |  |  |  |
| | 20. James Butler, Bá tước thứ 4 xứ Ormond    |  |  |  |  |  |  |  |  |  |  |  |                    |  |  |  |
| |                                              |  |  |  |  |  |  |  |  |  |  |  |                    |  |  |  |
| |                                              |  |  |  |  |  |  |  |  |  |  |  |                    |  |  |  |
| |                                              |  |  |  |  |  |  |  |  |  |  |  |                    |  |  |  |
| | 10. Thomas Butler, Bá tước thứ 7 xứ Ormond   |  |  |  |  |  |  |  |  |  |  |  |                    |  |  |  |
| |                                              |  |  |  |  |  |  |  |  |  |  |  |                    |  |  |  |
| |                                              |  |  |  |  |  |  |  |  |  |  |  |                    |  |  |  |
| |                                              |  |  |  |  |  |  |  |  |  |  |  |                    |  |  |  |
| | 21. Joan de Beauchamp                        |  |  |  |  |  |  |  |  |  |  |  |                    |  |  |  |
| |                                              |  |  |  |  |  |  |  |  |  |  |  |                    |  |  |  |
| |                                              |  |  |  |  |  |  |  |  |  |  |  |                    |  |  |  |
| |                                              |  |  |  |  |  |  |  |  |  |  |  |                    |  |  |  |
| | 5. Margaret Butler                           |  |  |  |  |  |  |  |  |  |  |  |                    |  |  |  |
| |                                              |  |  |  |  |  |  |  |  |  |  |  |                    |  |  |  |
| |                                              |  |  |  |  |  |  |  |  |  |  |  |                    |  |  |  |
| |                                              |  |  |  |  |  |  |  |  |  |  |  |                    |  |  |  |
| | 22. Richard Hankford                         |  |  |  |  |  |  |  |  |  |  |  |                    |  |  |  |
| |                                              |  |  |  |  |  |  |  |  |  |  |  |                    |  |  |  |
| |                                              |  |  |  |  |  |  |  |  |  |  |  |                    |  |  |  |
| |                                              |  |  |  |  |  |  |  |  |  |  |  |                    |  |  |  |
| | 11. Anne Hankford                            |  |  |  |  |  |  |  |  |  |  |  |                    |  |  |  |
| |                                              |  |  |  |  |  |  |  |  |  |  |  |                    |  |  |  |
| |                                              |  |  |  |  |  |  |  |  |  |  |  |                    |  |  |  |
| |                                              |  |  |  |  |  |  |  |  |  |  |  |                    |  |  |  |
| | 23. Anne Montagu                             |  |  |  |  |  |  |  |  |  |  |  |                    |  |  |  |
| |                                              |  |  |  |  |  |  |  |  |  |  |  |                    |  |  |  |
| |                                              |  |  |  |  |  |  |  |  |  |  |  |                    |  |  |  |
| |                                              |  |  |  |  |  |  |  |  |  |  |  |                    |  |  |  |
| | 1. Anne Boleyn                               |  |  |  |  |  |  |  |  |  |  |  |                    |  |  |  |
| |                                              |  |  |  |  |  |  |  |  |  |  |  |                    |  |  |  |
| |                                              |  |  |  |  |  |  |  |  |  |  |  |                    |  |  |  |
| |                                              |  |  |  |  |  |  |  |  |  |  |  |                    |  |  |  |
| | 24. Robert Howard                            |  |  |  |  |  |  |  |  |  |  |  |                    |  |  |  |
| |                                              |  |  |  |  |  |  |  |  |  |  |  |                    |  |  |  |
| |                                              |  |  |  |  |  |  |  |  |  |  |  |                    |  |  |  |
| |                                              |  |  |  |  |  |  |  |  |  |  |  |                    |  |  |  |
| | 12. John Howard, Công tước thứ 1 xứ Norfolk  |  |  |  |  |  |  |  |  |  |  |  |                    |  |  |  |
| |                                              |  |  |  |  |  |  |  |  |  |  |  |                    |  |  |  |
| |                                              |  |  |  |  |  |  |  |  |  |  |  |                    |  |  |  |
| |                                              |  |  |  |  |  |  |  |  |  |  |  |                    |  |  |  |
| | 25. Margaret de Mowbray                      |  |  |  |  |  |  |  |  |  |  |  |                    |  |  |  |
| |                                              |  |  |  |  |  |  |  |  |  |  |  |                    |  |  |  |
| |                                              |  |  |  |  |  |  |  |  |  |  |  |                    |  |  |  |
| |                                              |  |  |  |  |  |  |  |  |  |  |  |                    |  |  |  |
| | 6. Thomas Howard, Công tước thứ 2 xứ Norfolk |  |  |  |  |  |  |  |  |  |  |  |                    |  |  |  |
| |                                              |  |  |  |  |  |  |  |  |  |  |  |                    |  |  |  |
| |                                              |  |  |  |  |  |  |  |  |  |  |  |                    |  |  |  |
| |                                              |  |  |  |  |  |  |  |  |  |  |  |                    |  |  |  |
| | 26. William Moleyns                          |  |  |  |  |  |  |  |  |  |  |  |                    |  |  |  |
| |                                              |  |  |  |  |  |  |  |  |  |  |  |                    |  |  |  |
| |                                              |  |  |  |  |  |  |  |  |  |  |  |                    |  |  |  |
| |                                              |  |  |  |  |  |  |  |  |  |  |  |                    |  |  |  |
| | 13. Katherine Moleyns                        |  |  |  |  |  |  |  |  |  |  |  |                    |  |  |  |
| |                                              |  |  |  |  |  |  |  |  |  |  |  |                    |  |  |  |
| |                                              |  |  |  |  |  |  |  |  |  |  |  |                    |  |  |  |
| |                                              |  |  |  |  |  |  |  |  |  |  |  |                    |  |  |  |
| | 27. Margery Whalesborough                    |  |  |  |  |  |  |  |  |  |  |  |                    |  |  |  |
| |                                              |  |  |  |  |  |  |  |  |  |  |  |                    |  |  |  |
| |                                              |  |  |  |  |  |  |  |  |  |  |  |                    |  |  |  |
| |                                              |  |  |  |  |  |  |  |  |  |  |  |                    |  |  |  |
| | 3. Elizabeth Howard                          |  |  |  |  |  |  |  |  |  |  |  |                    |  |  |  |
| |                                              |  |  |  |  |  |  |  |  |  |  |  |                    |  |  |  |
| |                                              |  |  |  |  |  |  |  |  |  |  |  |                    |  |  |  |
| |                                              |  |  |  |  |  |  |  |  |  |  |  |                    |  |  |  |
| | 28. Philip Tilney                            |  |  |  |  |  |  |  |  |  |  |  |                    |  |  |  |
| |                                              |  |  |  |  |  |  |  |  |  |  |  |                    |  |  |  |
| |                                              |  |  |  |  |  |  |  |  |  |  |  |                    |  |  |  |
| |                                              |  |  |  |  |  |  |  |  |  |  |  |                    |  |  |  |
| | 14. Frederick Tilney                         |  |  |  |  |  |  |  |  |  |  |  |                    |  |  |  |
| |                                              |  |  |  |  |  |  |  |  |  |  |  |                    |  |  |  |
| |                                              |  |  |  |  |  |  |  |  |  |  |  |                    |  |  |  |
| |                                              |  |  |  |  |  |  |  |  |  |  |  |                    |  |  |  |
| | 29. Elizabeth Thorpe                         |  |  |  |  |  |  |  |  |  |  |  |                    |  |  |  |
| |                                              |  |  |  |  |  |  |  |  |  |  |  |                    |  |  |  |
| |                                              |  |  |  |  |  |  |  |  |  |  |  |                    |  |  |  |
| |                                              |  |  |  |  |  |  |  |  |  |  |  |                    |  |  |  |
| | 7. Elizabeth Tilney                          |  |  |  |  |  |  |  |  |  |  |  |                    |  |  |  |
| |                                              |  |  |  |  |  |  |  |  |  |  |  |                    |  |  |  |
| |                                              |  |  |  |  |  |  |  |  |  |  |  |                    |  |  |  |
| |                                              |  |  |  |  |  |  |  |  |  |  |  |                    |  |  |  |
| | 30. Lawrence Cheney                          |  |  |  |  |  |  |  |  |  |  |  |                    |  |  |  |
| |                                              |  |  |  |  |  |  |  |  |  |  |  |                    |  |  |  |
| |                                              |  |  |  |  |  |  |  |  |  |  |  |                    |  |  |  |
| |                                              |  |  |  |  |  |  |  |  |  |  |  |                    |  |  |  |
| | 15. Elizabeth Cheney                         |  |  |  |  |  |  |  |  |  |  |  |                    |  |  |  |
| |                                              |  |  |  |  |  |  |  |  |  |  |  |                    |  |  |  |
| |                                              |  |  |  |  |  |  |  |  |  |  |  |                    |  |  |  |
| |                                              |  |  |  |  |  |  |  |  |  |  |  |                    |  |  |  |
| | 31. Elizabeth Cockayne                       |  |  |  |  |  |  |  |  |  |  |  |                    |  |  |  |
| |                                              |  |  |  |  |  |  |  |  |  |  |  |                    |  |  |  |
| |                                              |  |  |  |  |  |  |  |  |  |  |  |                    |  |  |  |

## Danh mục tài liệu
- Ashley, Mike British Kings & Queens (2002) ISBN 0-7867-1104-3
- Brigden, Susan New Worlds, Lost Worlds (2000)
- Elton, G. R. Reform and Reformation. London: Edward Arnold, 1977. ISBN 0-7131-5953-7.
- Fraser, Antonia The Wives of Henry VIII (1992) ISBN 0-679-73001-X
- Graves, Michael Henry VIII. London, Pearson Longman, 2003 ISBN 0-582-38110-X
- Haigh, Christopher English Reformations (1993)
- Hibbert, Christopher Tower Of London: A History of England From the Norman Conquest (1971)
- Ives, Eric The Life and Death of Anne Boleyn (2004) ISBN 1-4051-3463-1
- Lacey, Robert The Life and Times of Henry VIII (1972)
- Lehmberg, Stanford E. The Reformation Parliament, 1529-1536 (1970)
- Lindsey, Karen Divorced Beheaded Survived: A Feminist Reinterpretation of the Wives of Henry VIII (1995) ISBN 0-201-40823-6
- Norton, Elizabeth "Anne Boleyn: Henry VIII's Obsession" 2009 hardback ISBN 978-1-84868-084-5 paperback ISBN 978-1-84868-514-7
- MacCulloch, Diarmaid Thomas Cranmer New Haven: Yale University Press (1996) ISBN 0-300-07448-4.
- MademoiselleBoleyn on Anne Boleyn and the Tudor court (2009)
- MademoiselleBoleyn on The Six Wives Of Henry VIII (2009)
- Morris, T. A. Europe and England in the Sixteenth Century (1998)
- Parker, K. T. The Drawings of Hans Holbein at Windsor Castle Oxford: Phaidon (1945)OCLC 822974.
- Rowlands, John The Age of Dürer and Holbein London: British Museum (1988) ISBN 0-7141-1639-4
- Scarisbrick, J. J. Henry VIII (1972) ISBN 978-0-520-01130-4
- Schama, Simon A History of Britain: At the Edge of the World?: 3000 TCN–AD 1603 (2000) ISBN 0-563-38497-2
- Schofield, John. The Rise & Fall of Thomas Cromwell. Stroud (UK): The History Press, 2008. ISBN 978-0-7524-4604-2.
- Somerset, Anne Elizabeth I. London: Phoenix (1997) ISBN 0-385-72157-9
- Starkey, David Six Wives: The Queens of Henry VIII (2003) ISBN 0-06-000550-5
- Strong, Roy Tudor & Jacobean Portraits". London: HMSO (1969)OCLC 71370718.
- Warnicke, Retha M. The Rise and Fall of Anne Boleyn: Family politics at the court of Henry VIII (1989) ISBN 0-521-40677-3
- Williams, Neville Henry VIII and His Court (1971).
- Wilson, Derek Hans Holbein: Portrait of an Unknown Man London: Pimlico, Revised Edition (2006) ISBN 978-1-84413-918-7
- Wooding, Lucy Henry VIII London: Routledge, 2009 ISBN 978-0-415-33995-7